# Lubartów
Lubartówⓘ é um município no leste da Polônia. Pertence à voivodia de Lublin, no condado de Lubartów. É a sede da comuna urbana de Lubartów, localizado 26 km a norte da capital, Lublin. Estende-se por uma área de 13,9 km², com 21 373 habitantes, segundo o censo de 31 de dezembro de 2021, com uma densidade populacional de 1 279 hab./km². Lubartów situa-se na margem esquerda do rio Wieprz, na planície de Lubartów, que está incluída na planície da Podláquia do Sul, e se encontra na faixa das planícies da Polônia Central. O município está localizado na região histórica da Pequena Polônia, na Terra de Lublin.
Lewartów foi fundada em 29 de maio de 1543 por Piotr Firlej no território das aldeias de Łucka e Szczekarków. Nos anos seguintes, a cidade tornou-se um importante centro do calvinismo. Foi destruída durante o Dilúvio sueco e funcionou como uma grande aldeia durante o século seguinte. No início do século XVIII, Paweł Karol Sanguszko herdou Lewartów e recuperou-a do declínio econômico. A seu pedido, o rei Augusto III confirmou os direitos de cidade em 22 de novembro de 1744, mudou o seu nome para Lubartów e concedeu-lhe um brasão de armas.

## Localização
Lubartów pertence administrativamente à voivodia de Lublin e ao condado de Lubartów, e é uma comuna urbana. Situa-se a cerca de 26 km a norte de Lublin. A cidade situa-se no planalto de Lubartów, que está incluído na planície da Podláquia do Sul, parte das planícies da Polônia Central. Está situada na histórica Terra de Lublin, classificada como parte da Pequena Polônia. A fronteira administrativa oriental de Lubartów é o rio Wieprz, embora o limite do desenvolvimento urbano esteja a cerca de 1 km do rio, com apenas alguns edifícios perto do rio na parte norte da cidade. A altitude de Lubartów varia entre 144–184 m acima do nível do mar.
É adjacente às aldeias de: Chlewiska, Szczekarków, Lisów, Skrobów, Skrobów-Kolonia, Nowodwór, Annobór-Kolonia, Łucka e Łucka-Kolonia pertencentes à comuna rural de Lubartów e a aldeia de Serniki pertencente à comuna de Serniki. No quadrilátero entre Lubartów, Chlewiska, Pałecznica e Szczekarkow, encontra-se num ponto com a aldeia de Pałecznica pertencente à comuna de Niedźwiada.
A área da cidade é de 13,91 km², representando 1,08% da comuna. Conforme os dados do Escritório Central de Estatística de 2014, as terras agrícolas representam 55,3% da área da cidade, 0,4% é ocupada por florestas e 1,5% por terrenos baldios. Não há consenso sobre se Lubartów pertence à aglomeração de Lublin. A cidade foi incluída na aglomeração no plano de desenvolvimento espacial da voivodia de 2002 e pertence também à Área Metropolitana de Lublin. A cidade não foi incluída na aglomeração por Paweł Swianiewicz e Urszula Klimska no seu trabalho de 2005, bem como por Jan Parysek no seu livro de 2008.

## Natureza
Na década de 1990, foi estabelecido que a flora sinantrópica de Lubartów consiste em 538 espécies e subespécies de plantas vasculares. 61,7% delas são espécies nativas. A maioria delas são plantas de prado (107 espécies) e plantas florestais e de matagais (137 espécies). Plantas raramente relatadas para o sudeste da Polônia foram registradas. Elas cresceram principalmente ao longo da linha ferroviária Lublin-Łuków, bem como em aterro sanitário em Jacek e na estrada para Chlewiska. Estandes individuais tinham: quinoa-multi-semente, erva-armola, Atriplex sagittata, Atriplex tatarica, Reynoutria sachalinensis, baldro-branco, bredo-roxo, papoula-de-areia, Bunias orientalis, meimendro-preto, verbena-comum, Erythranthe guttata, Plantago arenaria, Xanthium orientale, aspargos-comuns, amor-pequeno, Puccinellia e bromo-escamoso.

## História

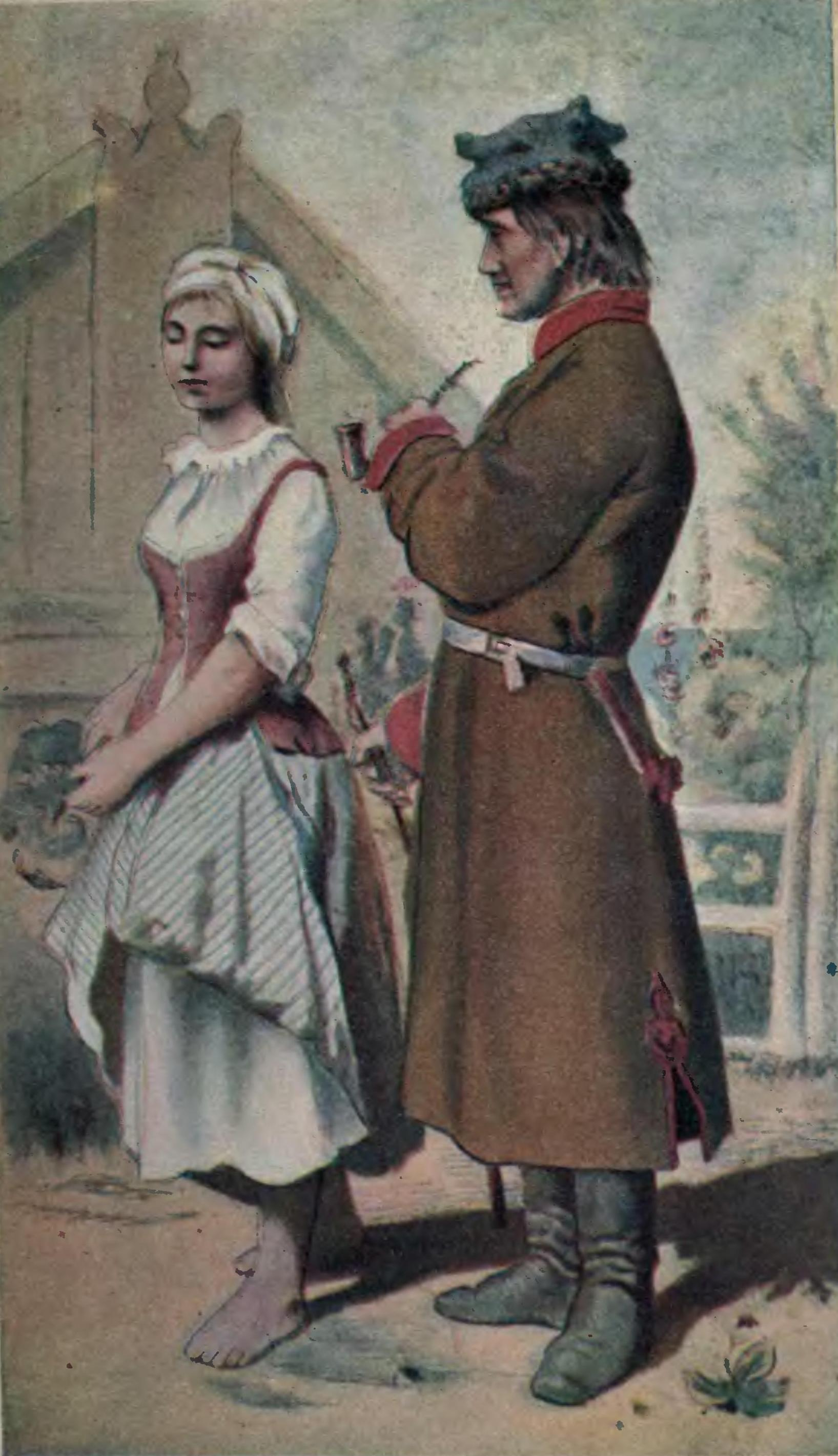
Camponeses de Lubartów em trajes folclóricos regionais do livro de Oskar Kolberg

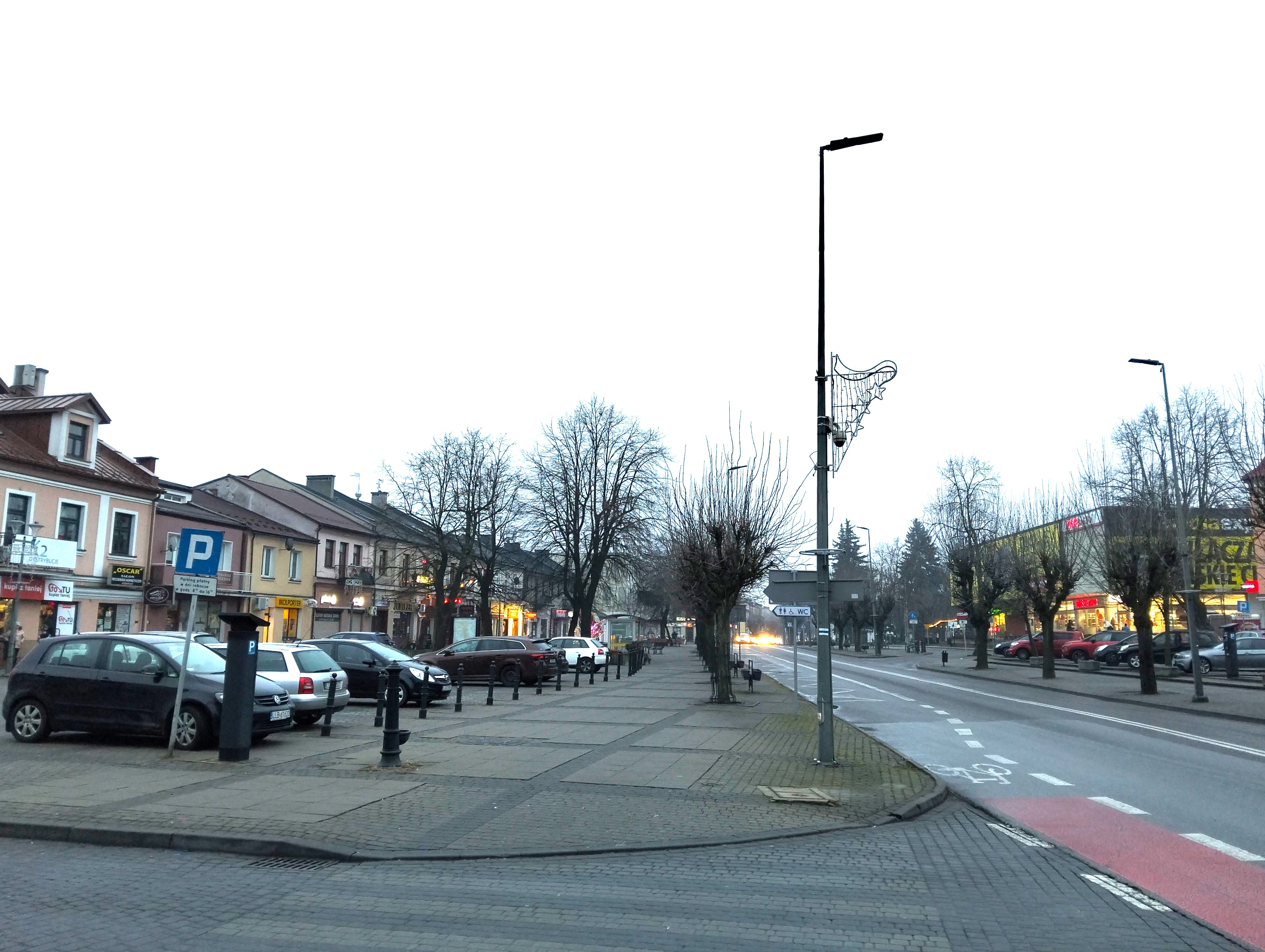
Praça principal

Em 29 de maio de 1543, Sigismundo I, o Velho, permitiu que Piotr Firlej fundasse uma cidade nos terrenos das aldeias de Szczekarkowa e Łucki, em homenagem ao brasão da família Firlej - Lewart, Lewartów. A nobre cidade privada de Lewartów foi fundada na segunda metade do século XVI no condado de Lublin, na voivodia de Lublin. Em 1739, com a fazenda, pertencia à propriedade de Lubartów Lubomirski. Próximo de Lewartów, as fronteiras da região de Lublin se encontram com a Polésia (a região de Brest) e a Rutênia Vermelha (a região de Chełm).
Sob o governo de Mikołaj, filho de Piotr, um calvinista e líder dos infiéis da Pequena Polônia, artesãos altamente qualificados da França, Alemanha e Países Baixos foram trazidos, bem como criadores de gado, que contribuíram significativamente para o desenvolvimento da cidade. No final do século XVI, Lewartów era o centro do movimento reformista. A escola de gramática ariana fundada na cidade por Mikołaj Kazimierski tornou-se famosa em toda a Comunidade Polaco-Lituana. Seu reitor era Wojciech de Kalisz. Em 1580, realizou-se um sínodo dos irmãos poloneses.
Mais tarde, a cidade mudou de dono várias vezes. No início do século XVIII, eles eram da família Sanguszko, que contribuíram para o maior desenvolvimento da cidade: reconstruíram o palácio, construíram duas igrejas barrocas e vários prédios residenciais. A pedido de Paweł Karol Sanguszko (supostamente, o progenitor de sua família era Lubart, filho do Grão-Duque da Lituânia - Gediminas), Augusto III, com o privilégio de 22 de novembro de 1744, concedeu permissão para mudar o nome da cidade para Lubartów (o nome ainda é usado hoje), concedeu o brasão e renovou a lei da cidade.
A comunidade judaica já estava organizada no século XVI. Tinha dois cemitérios (antigo e novo). Em 1819, Em 1819, foi inaugurado o novo cemitério, recentemente reformado, e um lapidário criado com as matzevas restantes. Das lápides pode-se concluir que a comunidade judaica era rica. O segundo cemitério do século XVII não foi preservado.

### Partições da Polônia
Após as partições da Polônia, Lubartów se viu sob o domínio austríaco e, a partir de 1815, sob o domínio russo. Durante a Revolta de novembro de 1831, ocorreu uma batalha perto de Lubartów. Durante a Revolta de Janeiro de 1863, uma batalha também foi travada perto de Lubartów.
No século XIX, houve vários incêndios (1831, 1838 e 1846). Foi somente em 1866 que a cidade ganhou o estatuto de cidade de condado. Em 1912 funcionavam aqui sete unidades industriais (quatro lagares de óleo, dois moinhos e uma cervejaria). O valor de sua produção foi de mais de 65 mil rublos.

### Segunda República polonesa
Em 1922, uma vidraria foi instalada na cidade.
Em 1931, durante motins de camponeses em Lubartów, os detidos pela polícia foram espancados nas solas dos pés com borracha, tiveram lascas de madeira presas nas unhas, arrancaram-lhes os cabelos e até pendurados de cabeça para baixo para derramar água em suas narinas após terem suas bocas fechadas com fita adesiva.

### Segunda Guerra Mundial
As tropas alemãs ocuparam a cidade em 19 de setembro de 1939. Durante a ocupação, Lubartów pertencia ao condado de Radzyń e, a partir de outubro de 1941, ao condado de Lublin no distrito de Lublin do Governo Geral.
Em 1939, os judeus constituíam 42% da população da cidade. No outono de 1939, a sinagoga, o cemitério judeu e as casas pertencentes aos judeus foram saqueados e demolidos. Em 4 de janeiro de 1940, o Judenrat foi fundado e, na primavera de 1941, o gueto foi demarcado. Em 9 e 10 de abril de 1942, os judeus de Lubartów foram transportados para os campos de extermínio de Sobibór e Bełżec. Em um mês, os judeus da Eslováquia foram trazidos para a cidade e assassinados em 11 de outubro. Após o extermínio realizado naquele dia, uma dúzia de judeus permaneceu na cidade, alguns deles foram levados para Łęczna, e o restante foi fuzilado em 29 de janeiro de 1943. Após a libertação de Lubartów, cerca de 40 judeus saíram de seus esconderijos.
Em 1 de setembro de 1943, uma unidade da Guarda Popular (comandante — Ryszard Postowicz “Murzyn”) realizou uma operação para liquidar Konstanty Burka — o diretor de um hospital em Lubartów, que colaborou com a Gestapo. Em 22 de julho de 1944, a cidade foi liberta por soldados do Exército da Pátria.
Depois que o exército alemão foi expulso, em 1944, a 4.ª Brigada de sapadores do 2.º Exército polonês foi formada aqui (foi comemorada por uma placa na rua Poprzeczna).

### Período pós-guerra
Até a década de 1990, uma filial da Indústria de eletrônicos Marcin Kasprzak de Varsóvia, mais tarde conhecida como fábrica de produção de gravadores “Unitra-Lubartów”, operou na cidade, conhecida por produtos como RP-701, Wilga, Finezja, Condor.
Nos anos de 1975 a 1998, a cidade pertenceu administrativamente à então voivodia de Lublin.

## Clima
Conforme a classificação climática de Köppen-Geiger, Lubartów situa-se na zona Cfb − clima temperado oceânico. Na cidade de Lubartów, a temperatura média anual é de 9.0° C. Nesta área, a precipitação média anual é de 704 mm. Está localizada no Hemisfério Norte. Os meses de verão são: junho, julho, agosto, setembro. O mês mais seco é fevereiro, com 42 mm de precipitação. O mês mais quente do ano é julho, com temperatura média de 20,2 °C. A temperatura média mais baixa do ano ocorre em janeiro e é de aproximadamente -2,5 °C.
A diferença de precipitação entre o mês mais seco e o mais úmido é de 46 mm. A variação de temperatura durante o ano é de 22,6 °C. O mês com a maior umidade relativa é novembro (84%). O mês com a menor umidade relativa é junho (66%). O mês com o maior número de dias de chuva é julho (10 dias). O mês com o menor número é outubro (7 dias).
| Dados climatológicos para Lubartów | Dados climatológicos para Lubartów | Dados climatológicos para Lubartów | Dados climatológicos para Lubartów | Dados climatológicos para Lubartów | Dados climatológicos para Lubartów | Dados climatológicos para Lubartów | Dados climatológicos para Lubartów | Dados climatológicos para Lubartów | Dados climatológicos para Lubartów | Dados climatológicos para Lubartów | Dados climatológicos para Lubartów | Dados climatológicos para Lubartów | Dados climatológicos para Lubartów |
| Mês | Jan                                | Fev                                | Mar                                | Abr                                | Mai                                | Jun                                | Jul                                | Ago                                | Set                                | Out                                | Nov                                | Dez                                | Ano                                |
| --- | ---------------------------------- | ---------------------------------- | ---------------------------------- | ---------------------------------- | ---------------------------------- | ---------------------------------- | ---------------------------------- | ---------------------------------- | ---------------------------------- | ---------------------------------- | ---------------------------------- | ---------------------------------- | ---------------------------------- |
| Temperatura máxima média (°C) | −0,2                               | 1,6                                | 6,7                                | 13,9                               | 19,0                               | 22,3                               | 24,4                               | 23,8                               | 18,5                               | 12,4                               | 6,8                                | 1,9                                | 12,6                               |
| Temperatura média (°C) | −2,5                               | −1,3                               | 2,8                                | 9,2                                | 14,5                               | 18,0                               | 20,2                               | 19,4                               | 14,5                               | 9,0                                | 4,5                                | −0,0                               | 9,0                                |
| Temperatura mínima média (°C) | −5,0                               | −4,3                               | −1,2                               | 4,1                                | 9,4                                | 13,0                               | 15,4                               | 14,8                               | 10,5                               | 5,9                                | 2,3                                | −2,1                               | 5,2                                |
| Precipitação (mm) | 46                                 | 42                                 | 49                                 | 54                                 | 73                                 | 75                                 | 88                                 | 70                                 | 66                                 | 49                                 | 46                                 | 46                                 | 704                                |
| Dias com chuva | 8                                  | 8                                  | 8                                  | 8                                  | 9                                  | 9                                  | 10                                 | 7                                  | 7                                  | 7                                  | 8                                  | 8                                  | 97                                 |
| Umidade relativa (%) | 83                                 | 82                                 | 75                                 | 67                                 | 66                                 | 66                                 | 68                                 | 67                                 | 73                                 | 78                                 | 84                                 | 84                                 | 74,4                               |
| Insolação (h) | 2,4                                | 3,2                                | 5,5                                | 8,7                                | 10,2                               | 11,1                               | 11,0                               | 10,3                               | 7,2                                | 5,0                                | 3,2                                | 2,3                                | 80,1                               |
| Fonte: Climate-Data.org Dados: 1991−2021: temperatura mínima (°C), temperatura máxima (°C), precipitação (mm), umidade, dias chuvosos. Dados: 1999−2019: horas de sol |                                    |                                    |                                    |                                    |                                    |                                    |                                    |                                    |                                    |                                    |                                    |                                    |                                    |

## Demografia
Conforme os dados do Escritório Central de Estatística da Polônia (GUS) de 31 de dezembro de 2022, Lubartów é uma cidade pequena com uma população de 20 000 habitantes (10.º lugar na voivodia de Lublin e 211.º na Polônia), tem uma área de 13,9 km² (28.º lugar na voivodia de Lublin e 456.º lugar na Polônia) e uma densidade populacional de 1 437 hab./km² (5.º lugar na voivodia de Lublin e 149.º lugar na Polônia). Nos anos 2002–2021, o número de habitantes diminuiu 7,4%.
Os habitantes de Lubartów constituem cerca de 22,98% da população do condado de Lubartów, constituindo 0,98% da população da voivodia de Lublin.
| Descrição                         | Total      | Total    | Mulheres   | Mulheres | Homens     | Homens   |
| --------------------------------- | ---------- | -------- | ---------- | -------- | ---------- | -------- |
| unidade                           | habitantes | %        | habitantes | %        | habitantes | %        |
| população                         | 20 000     | 100      | 10 591     | 53,0     | 9 409      | 47,0     |
| superfície                        | 13,9 km²   | 13,9 km² | 13,9 km²   | 13,9 km² | 13,9 km²   | 13,9 km² |
| densidade populacional (hab./km²) | 1 437      | 1 437    | 761,6      | 761,6    | 675,4      | 675,4    |

A idade média dos habitantes é de 42,5 anos e é comparável à idade média dos habitantes da voivodia de Lublin e comparável à idade média dos habitantes de toda a Polônia. 56,7%dos habitantes de Lubartów estão em idade de trabalho, 18,0% em idade pré-trabalho e 25,4% dos habitantes estão em idade pós-trabalho.

## Política
Lubartów é uma comuna urbana. O conselho da cidade é composto por 21 conselheiros. A cidade é dividida em quatro distritos eleitorais para as eleições municipais. O presidente do nono mandato do conselho municipal é Tomasz Krówczyński e o vice-presidente é Krystyna Jeziorska e Anna Kuszner. Desde 2018, Krzysztof Paśnik é o prefeito da cidade. Lubartów também tem um Conselho Municipal da Juventude e um Conselho de Idosos. A cidade é a sede do condado de Lubartów e da comuna rural de Lubartów.

## Monumentos históricos

### Palácio Sanguszko
O complexo do Palácio Sanguszko inclui um palácio de tijolos do século XVIII, um portão do palácio, um parque e um lago atrás do palácio e os restos de uma ponte. A propriedade foi fundada em meados do século XVI por Piotr Firlej, e na época tinha um perfil defensivo. O palácio atual de estilo barroco foi construído na segunda metade do século XVII. Em 1693, Tylman de Gameren elaborou um projeto de reconstrução do castelo para o Grão-Marechal da Coroa, Józef Karol Lubomirski, mas não se sabe se foi totalmente implementado. Em 1705, durante a Guerra do Norte, o palácio foi parcialmente destruído. Reconstruído com os fundos do príncipe Paweł Karol Sanguszko, conforme o projeto de Paweł Antoni Fontana, ganhou, por exemplo, pórtico e terceiro andar. Além disso, os interiores foram equipados, uma cerca foi adicionada e o parque atrás do palácio foi renovado. Depois disso, a residência mudou de dono várias vezes. Esteve sob a administração do Bank Polski no século XIX e também serviu como hospital militar. Em 1925, o palácio foi adquirido pela Congregação dos Irmãos Borderland. O ano de 1933 não caiu bem na história deste monumento — um incêndio que deflagrou na residência destruiu o telhado e os interiores do palácio. A Prefeitura comprou a ruína com o jardim nos anos de 1935–1938. A reconstrução e renovação geral ocorreram após a Segunda Guerra Mundial, nos anos 1950–1970. Atualmente, serve como sede do Escritório Distrital em Lubartów.
Galeria

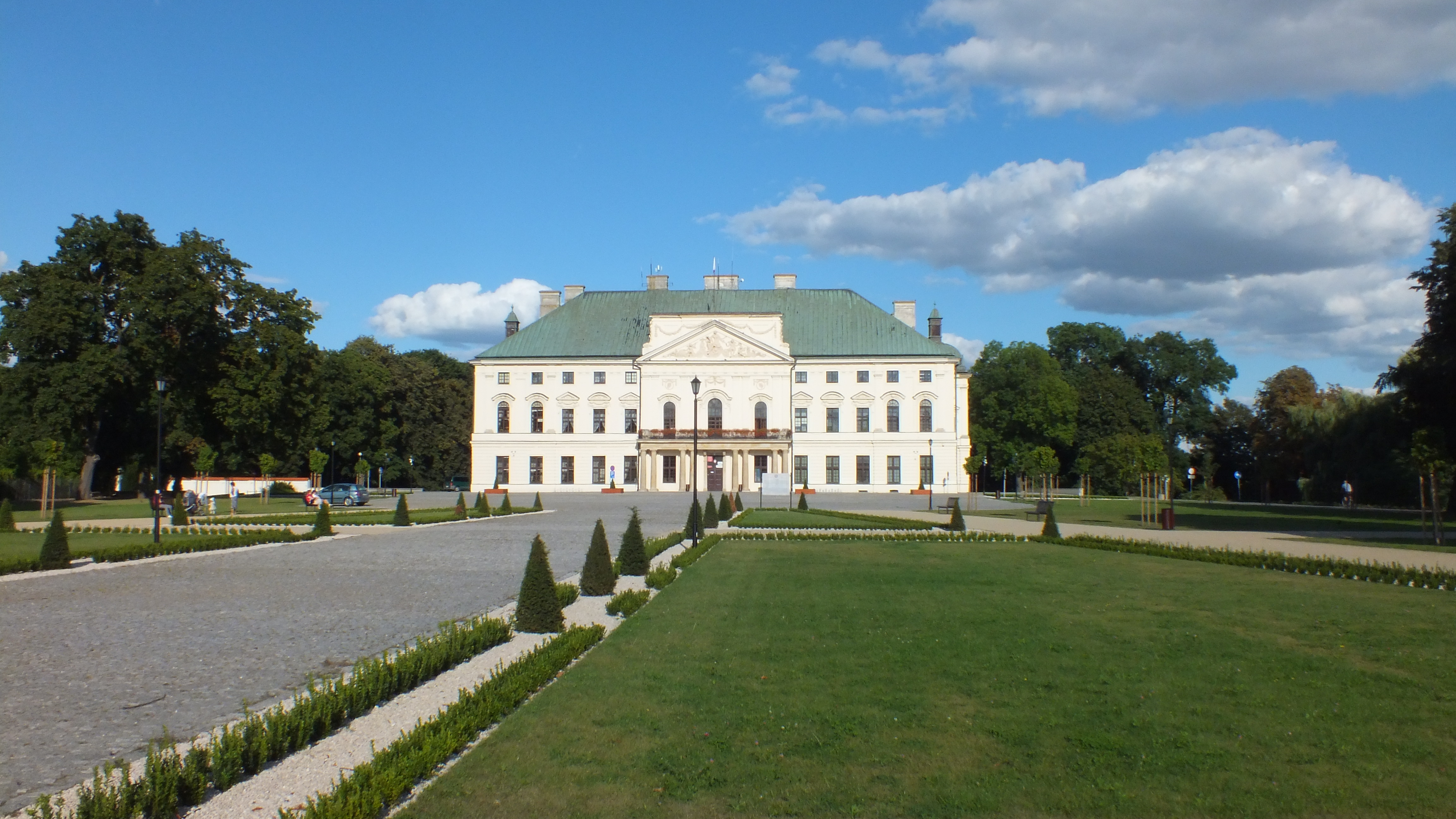
Palácio Sanguszko do século XVIII
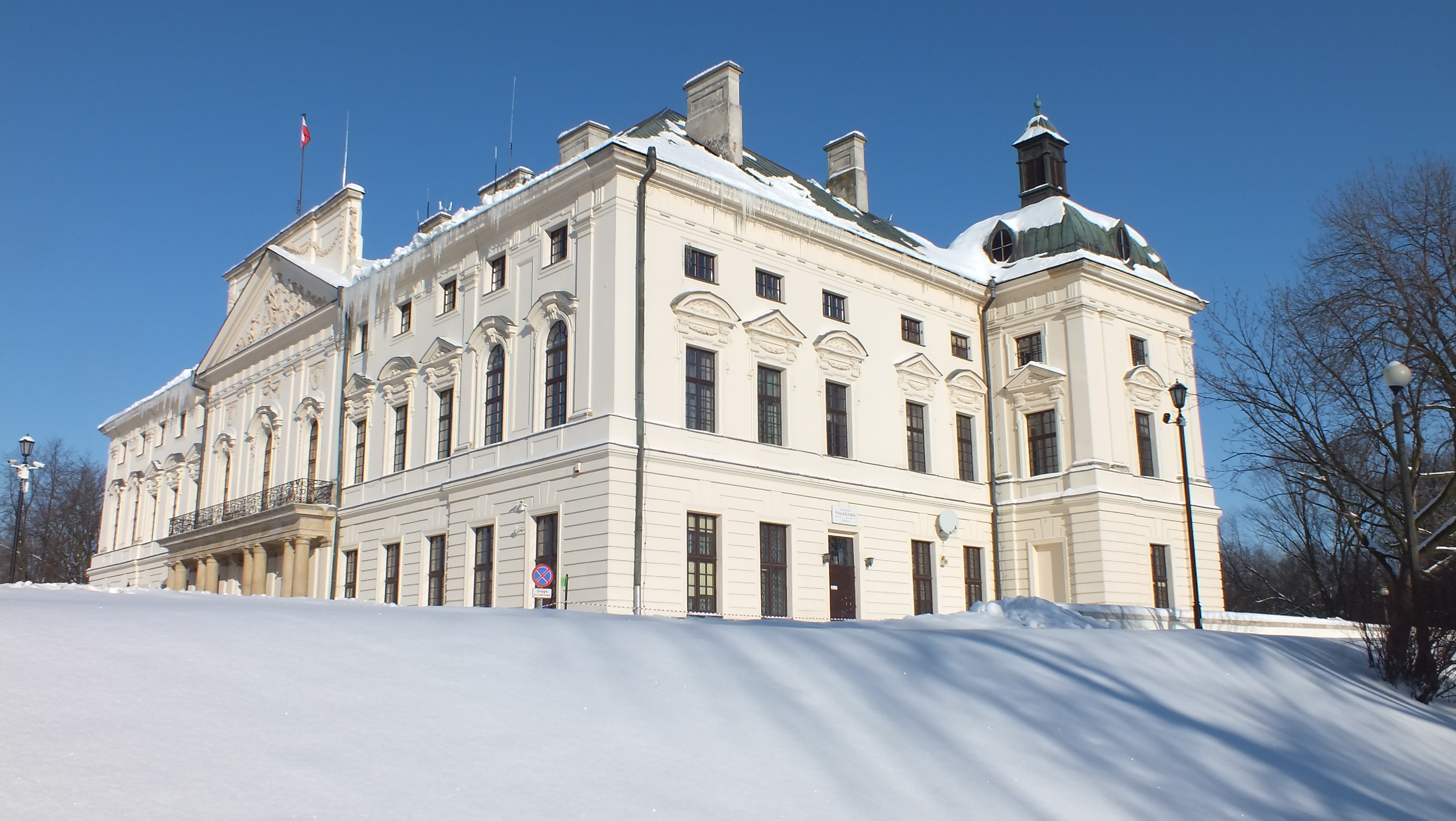
Palácio Sanguszko no inverno
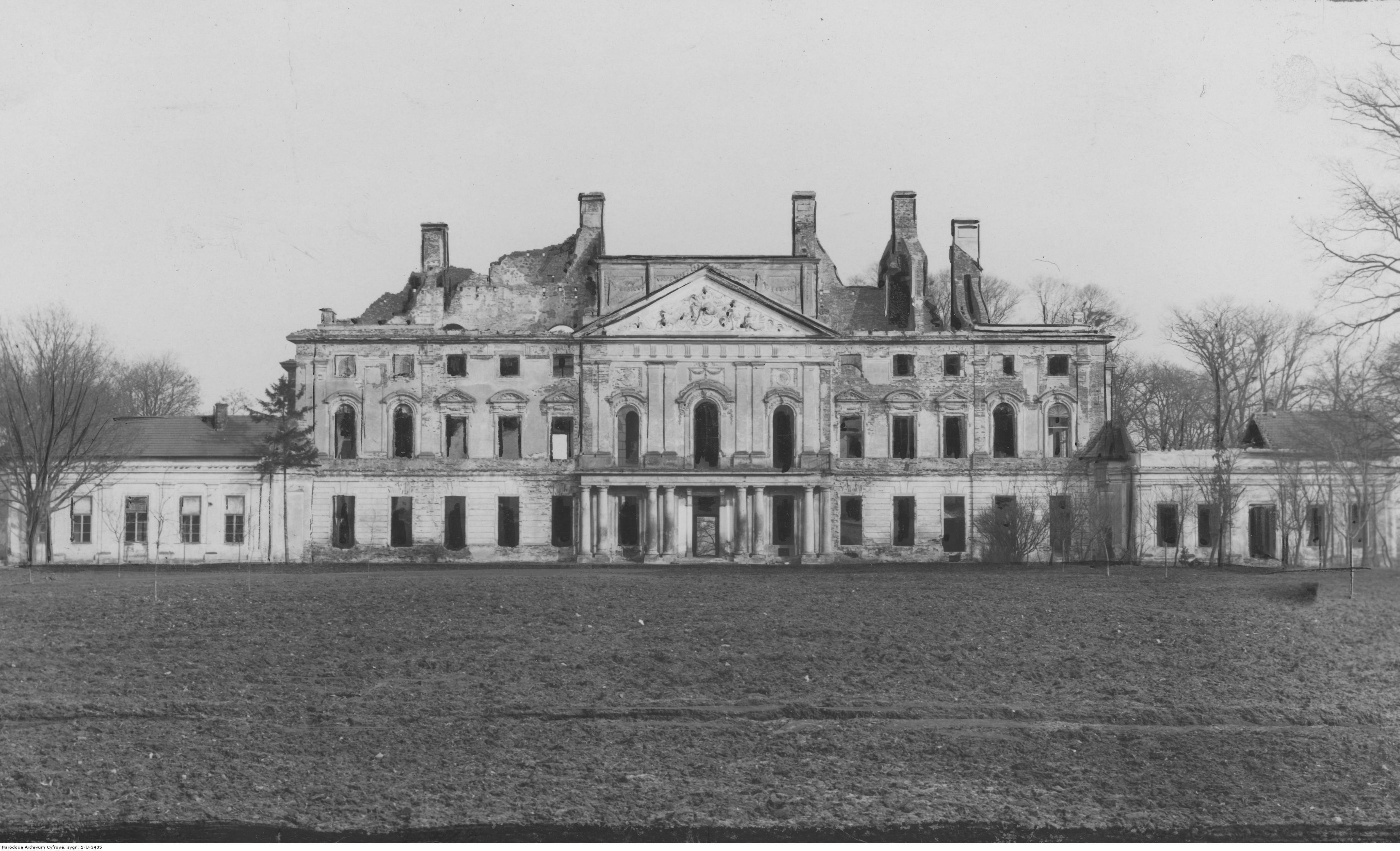
Palácio Sanguszko nos anos 1933-1938
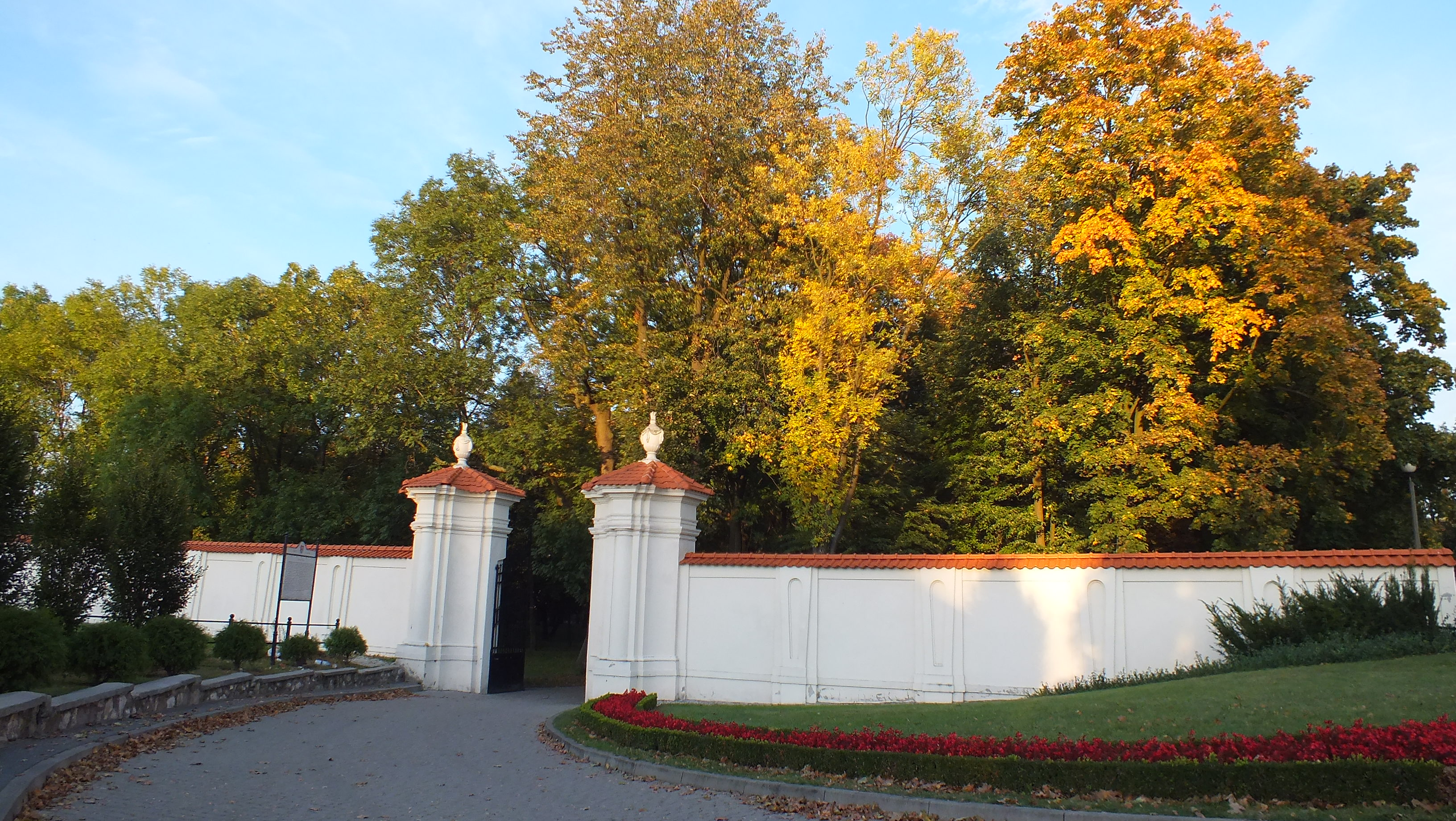
Portão do jardim do século XVIII, Palácio Sanguszko
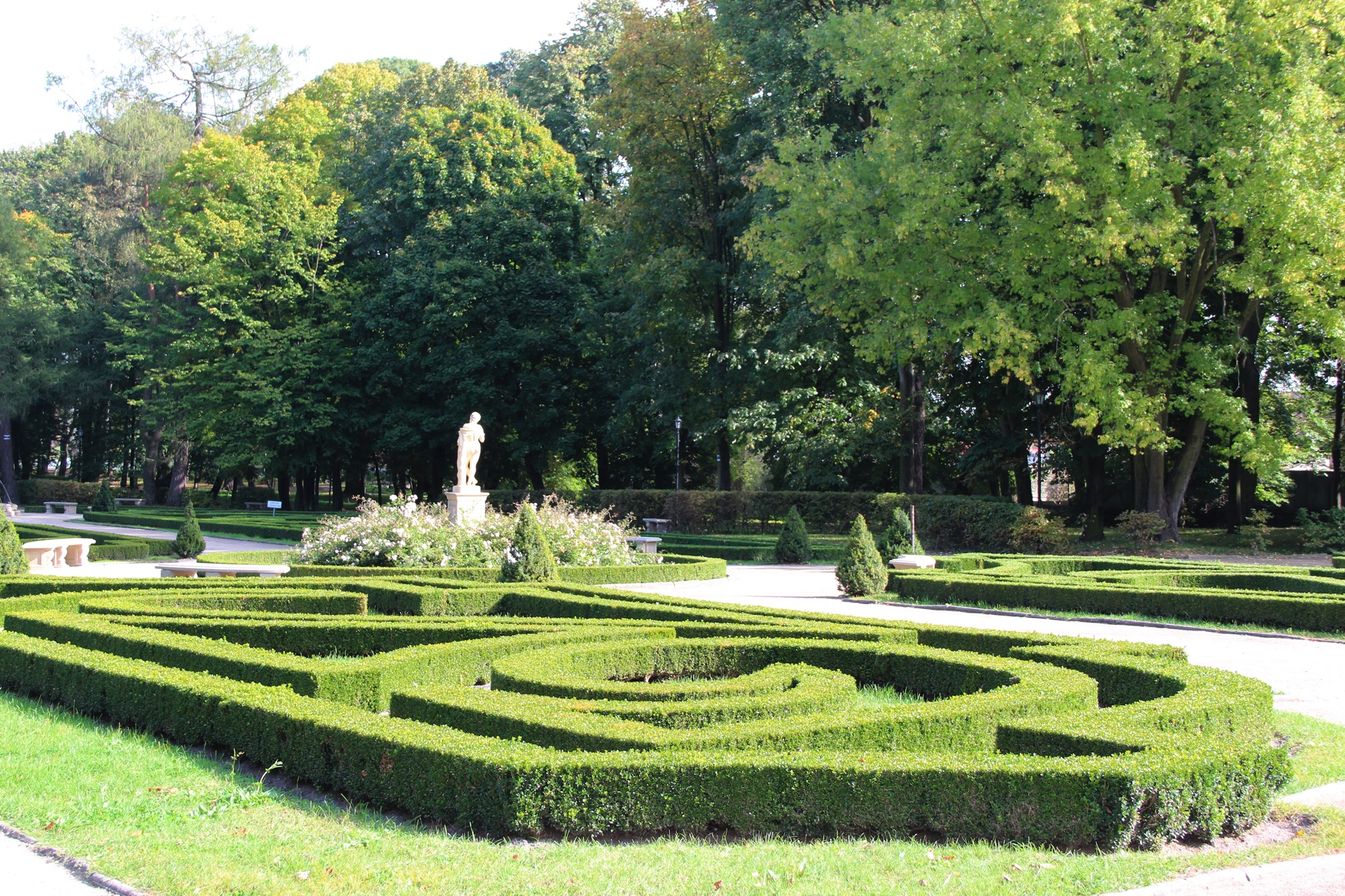
Parque atrás do palácio
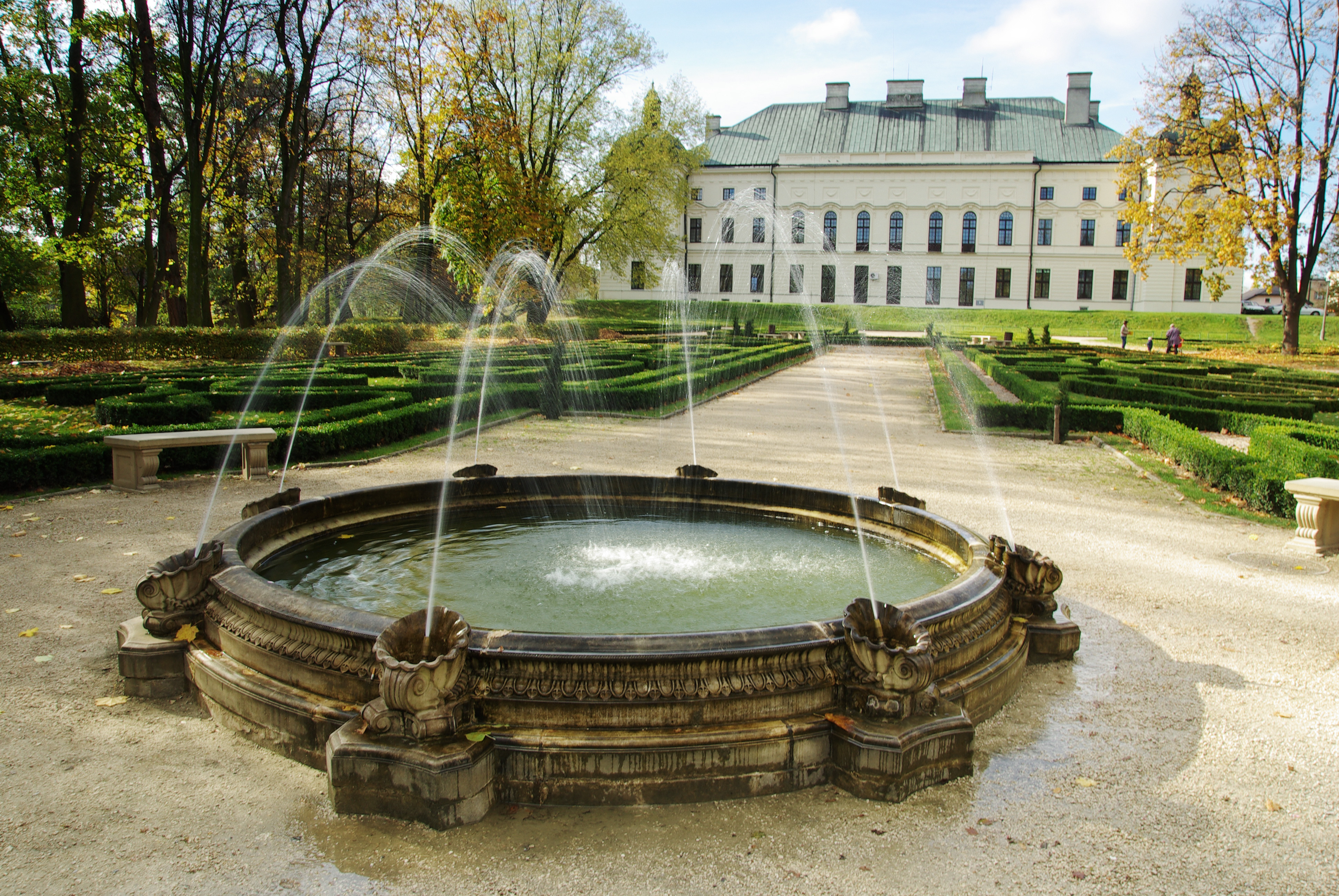
Palácio Sanguszko, visto do parque
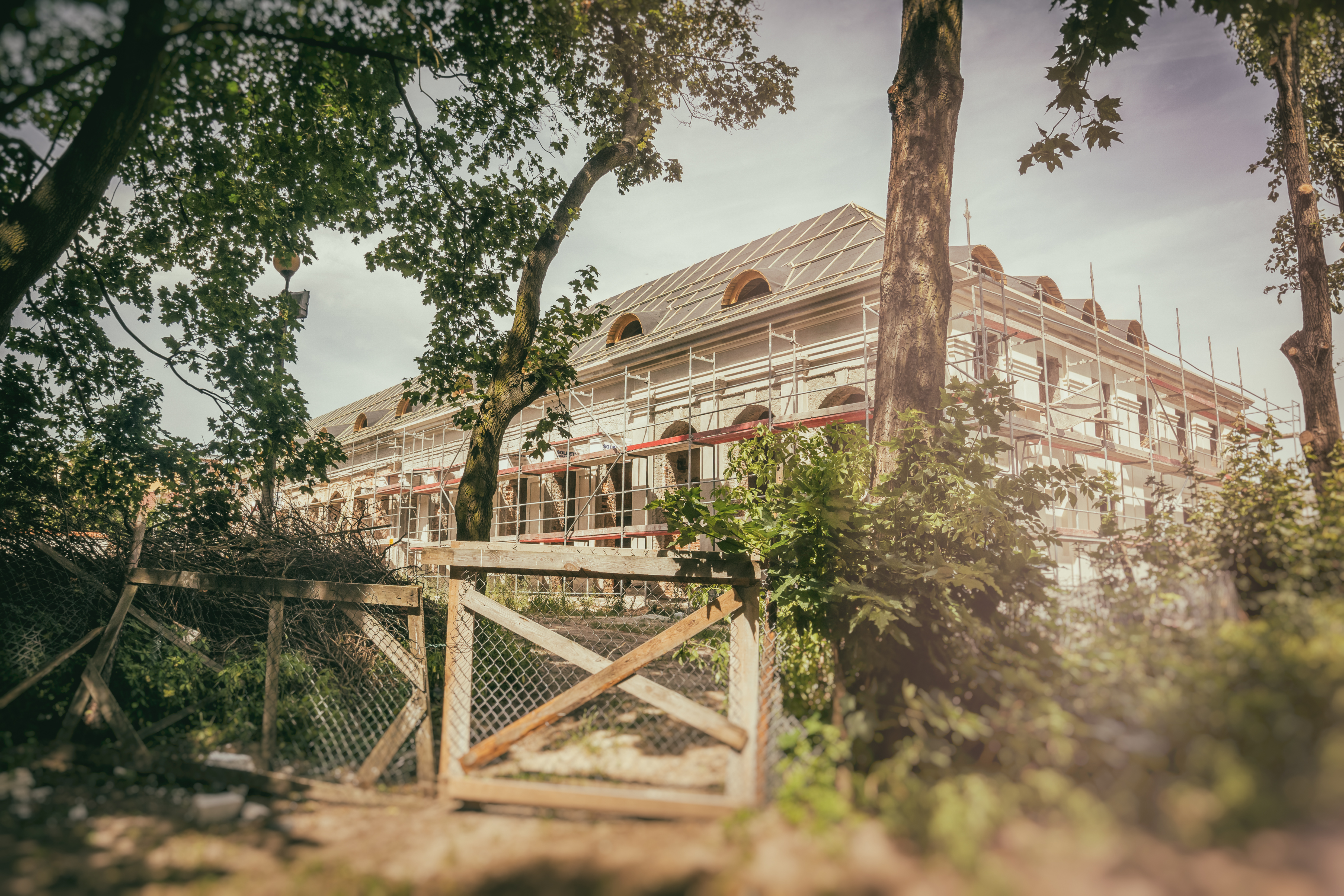
Orangerie da família Sanguszko do início do século XVIII, vista do parque

### Basílica de Santa Ana
Basílica de Santa Ana — construída nos anos 1733–1738, projetada por Paweł Antoni Fontana. Barroco, tijolos, duas torres, fundada por Paweł Sanguszka. O construtor de Fara Lubartowska foi Tomasz Rezler. O templo foi consagrado pelo bispo samogício Michał Karp em 1738. A igreja foi reformada várias vezes, principalmente após o incêndio de 1792, quando foi parcialmente incendiada. O frontão da igreja é decorado com duas torres coroadas por cúpulas e a fachada é decorada com pilastras e cornijas. O portal de entrada, sustentado por duas colunas, é de mármore negro. Numerosas curvas, pilares e vitrais enriquecem o interior com o jogo de luz. Nave central octogonal, coberta por telhado inclinado no corpo barroco tardio do templo. A esta nave abrem-se as arcadas das naves laterais, cujos vãos são ligados por originais vãos superiores. Na nave direita está um epitáfio com o coração do fundador (Pawel K. Sanguszko) e sua esposa — Barbara Sanguszkowa nascida Dunin.
Galeria

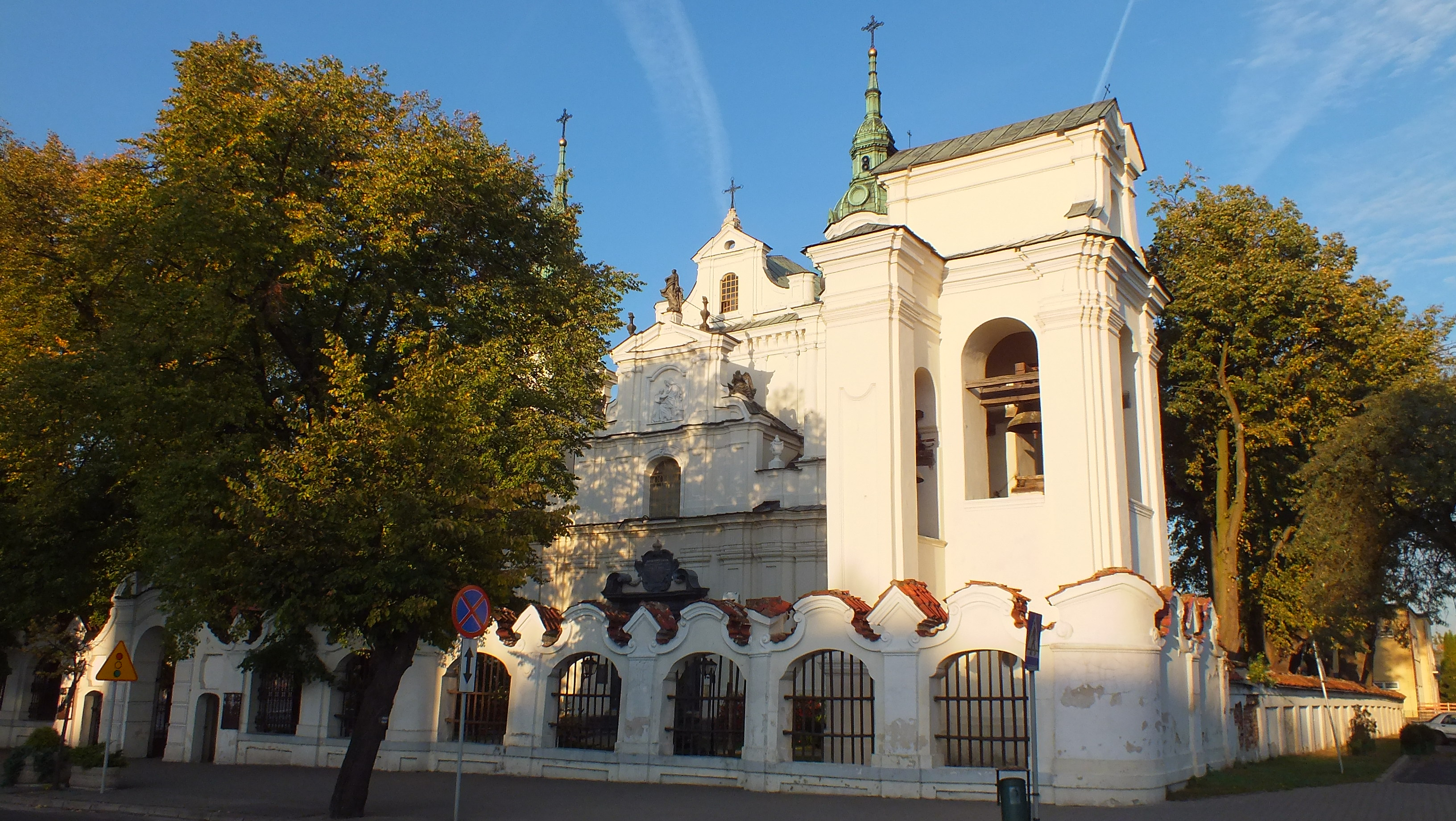
Basílica de Santa Ana, vista da rua
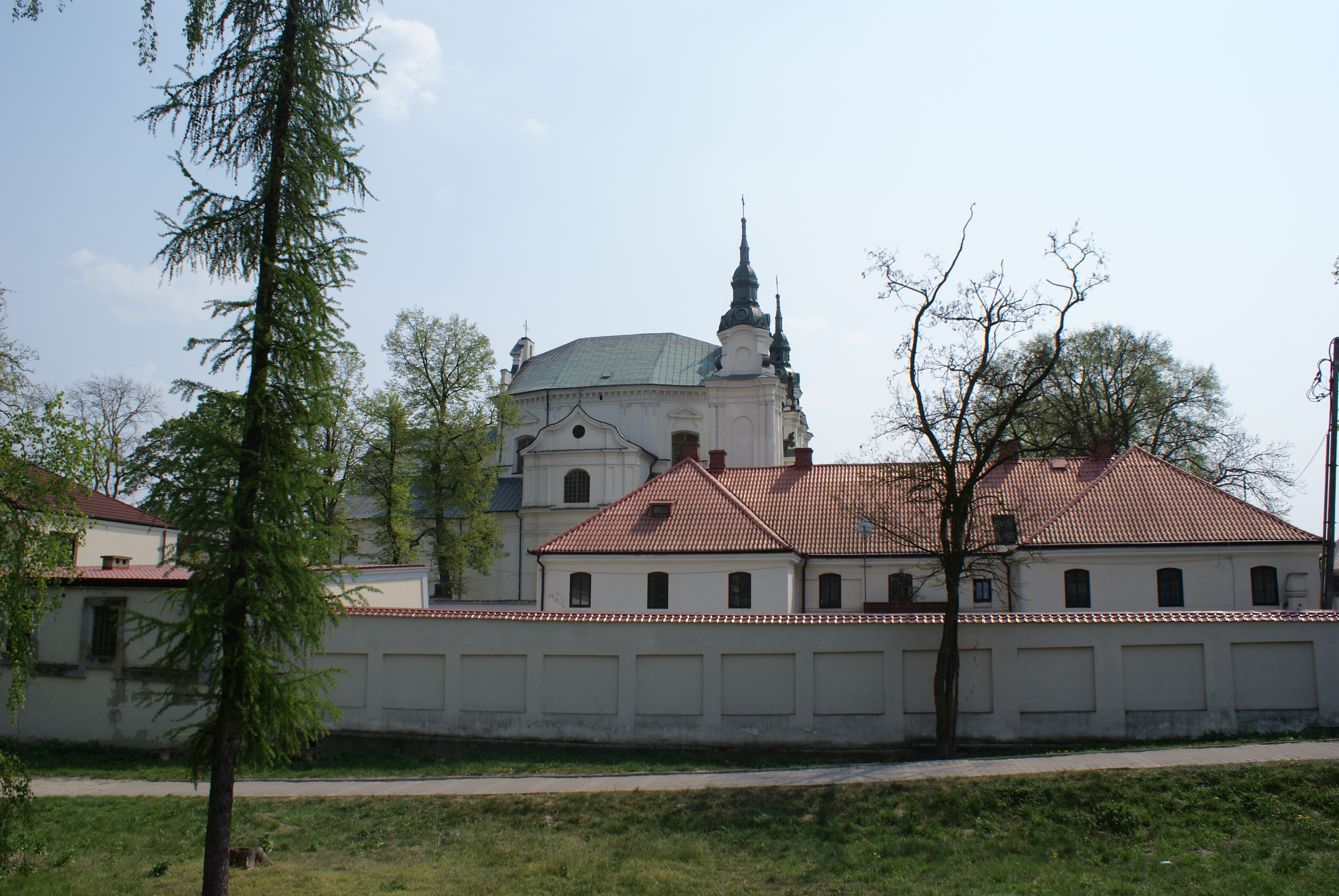
Basílica de Santa Ana, vista do parque
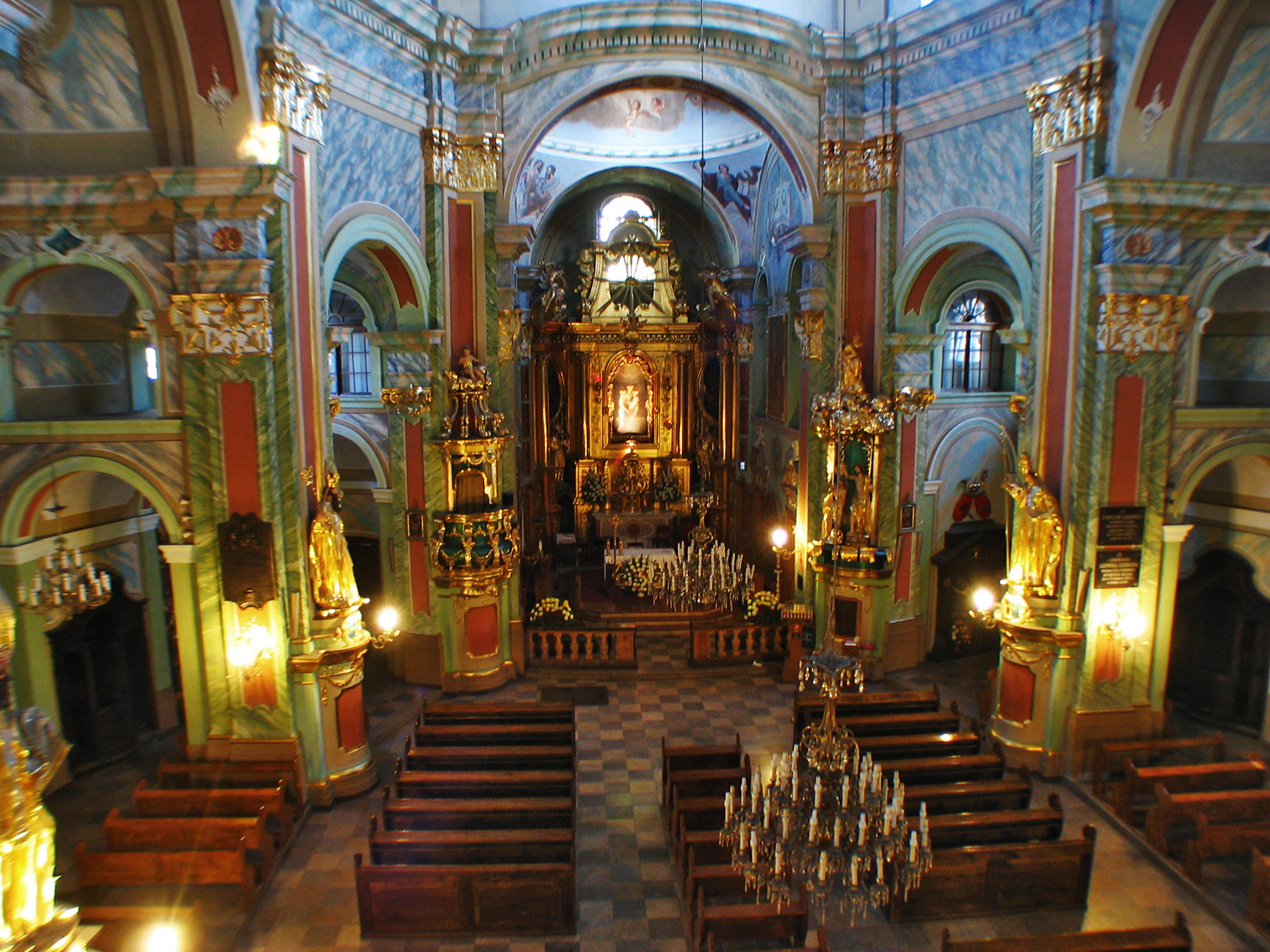
Interior da Basílica de Santa Ana
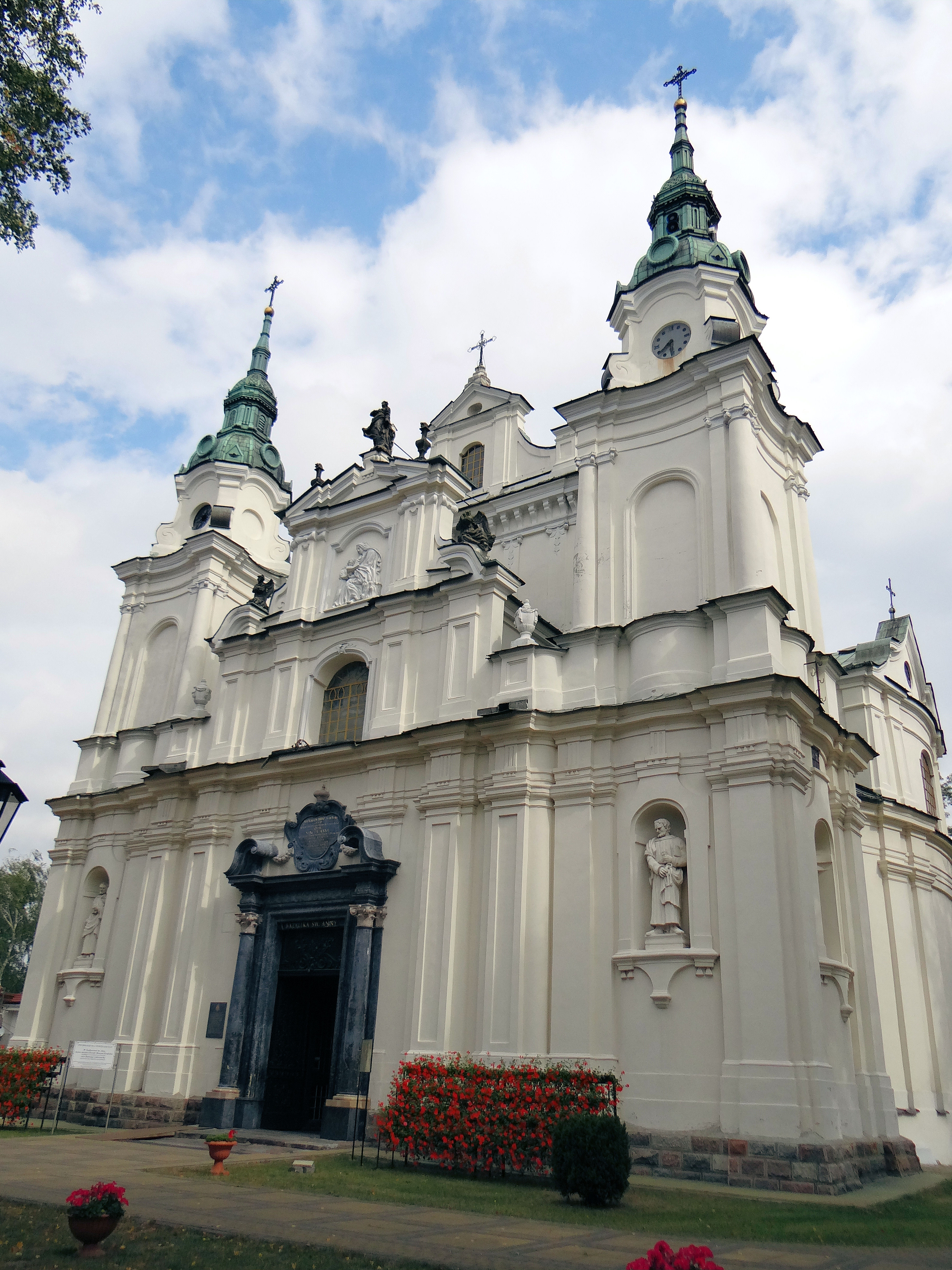
Basílica de Santa Ana, frontão
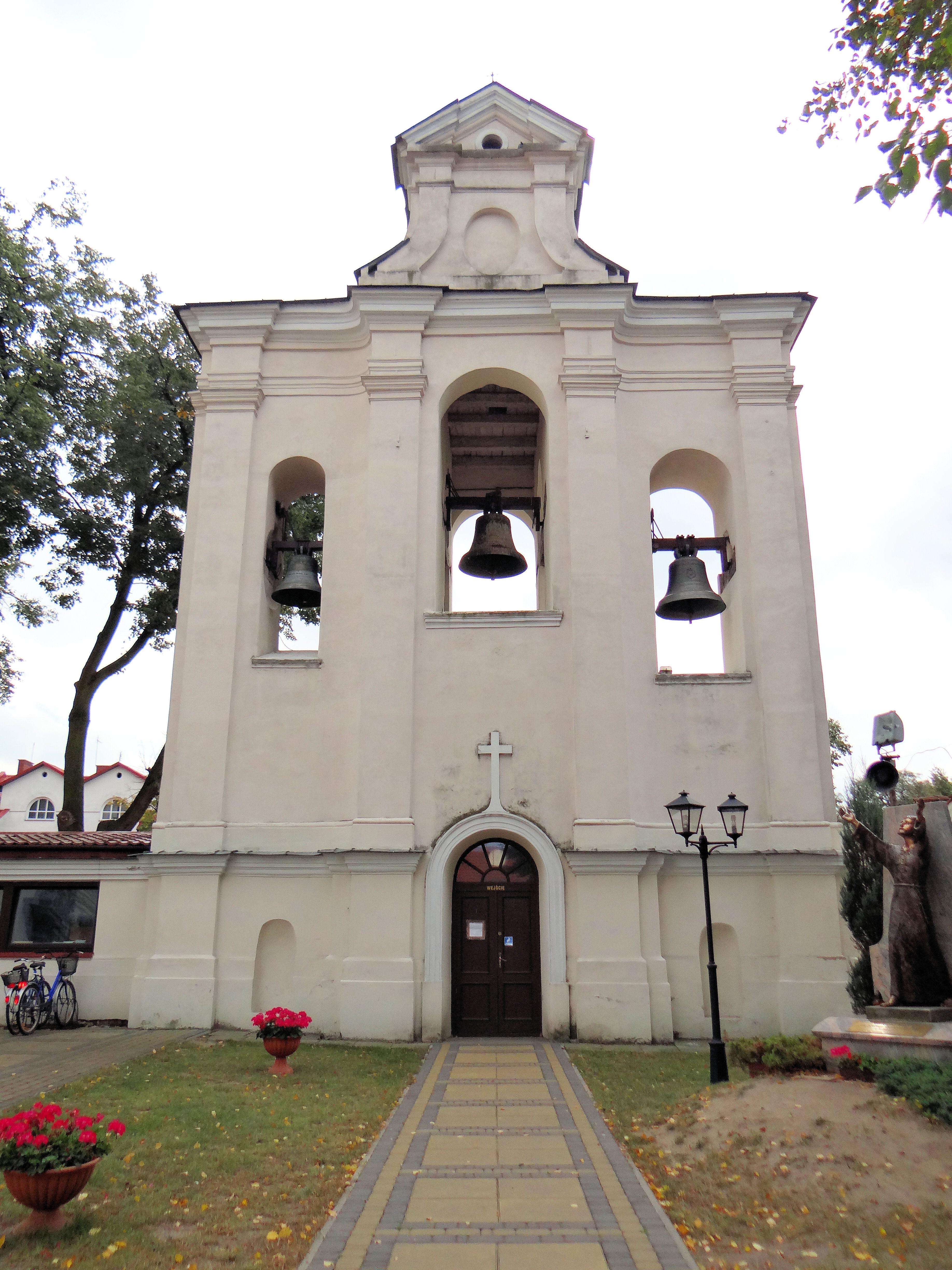
Basílica de Santa Ana, campanário da metade do século XVIII

### Mosteiro dos capuchinhos
Mosteiro dos capuchinhos de 1737–1741. Inclui: igreja de São Lourenço, o mosteiro e o jardim. A igreja foi fundada por Paweł Karol Sanguszka e Mikołaj Krzynecki de Urzędów. Projetado por Paweł Antoni Fontana, consagrado em 1741, foi dedicada a São Lourenço.
É um edifício barroco, de nave única, de forma e decoração econômicas (segundo as regras da Ordem dos Frades Menores Capuchinhos). É característica a fachada da igreja, que remete à igreja matriz desta ordem, localizada em Roma. O interior da igreja é decorado com telas de altar do século XVIII de Szymon Czechowicz. Entre elas, a pintura “O Martírio de São Lourenço” no altar-mor. Adjacente à igreja de São Lourenço está o mosteiro, construído simultaneamente, que passou por muitas modernizações e está cercado por um muro defensivo. Em 1831, ou seja, durante a Levante de Novembro, este muro foi um ponto de resistência durante as batalhas entre o general Wojciech Chrzanowski e as forças russas mais numerosas do general Kreutz. Em 1864, como retaliação pelo apoio dos monges à Revolta de Janeiro, as autoridades czaristas aprovaram uma resolução para abolir o mosteiro capuchinho; no entanto, em 1866, 12 monges permaneceram aqui. Em 1867, a igreja foi assumida pela Arquidiocese de Lublin, embora por um período tenha sido servida por um capelão monástico. Foi só em 1938 que os capuchinhos voltaram aqui. O edifício residencial foi devolvido apenas parcialmente aos capuchinhos — o restante das instalações foi ocupado por escritórios do governo. Em 1978, o mosteiro inteiro foi devolvido aos capuchinhos.
Galeria

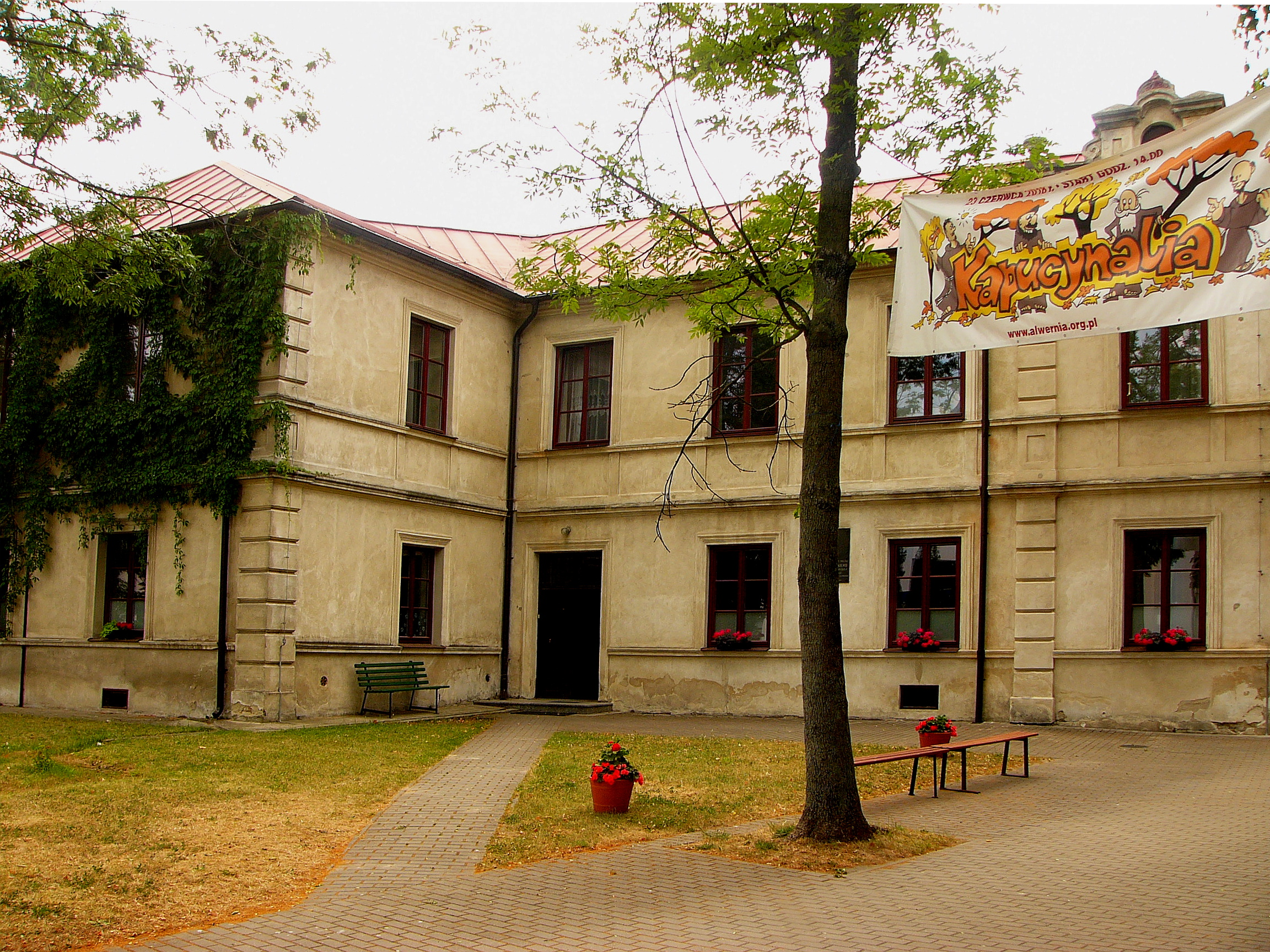
Mosteiro dos capuchinhos em Lubartów
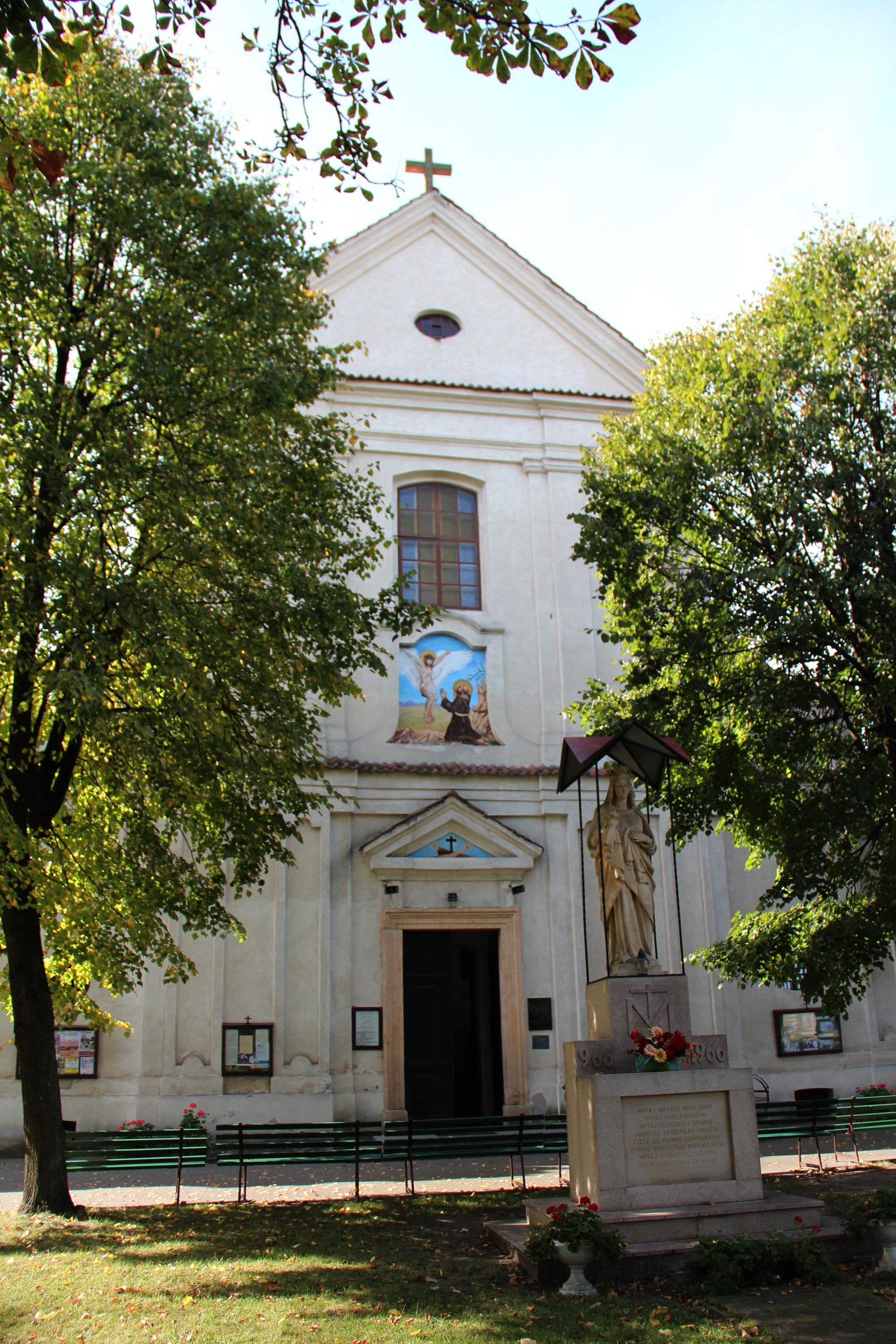
Igreja de São Lourenço, 1741, XIX
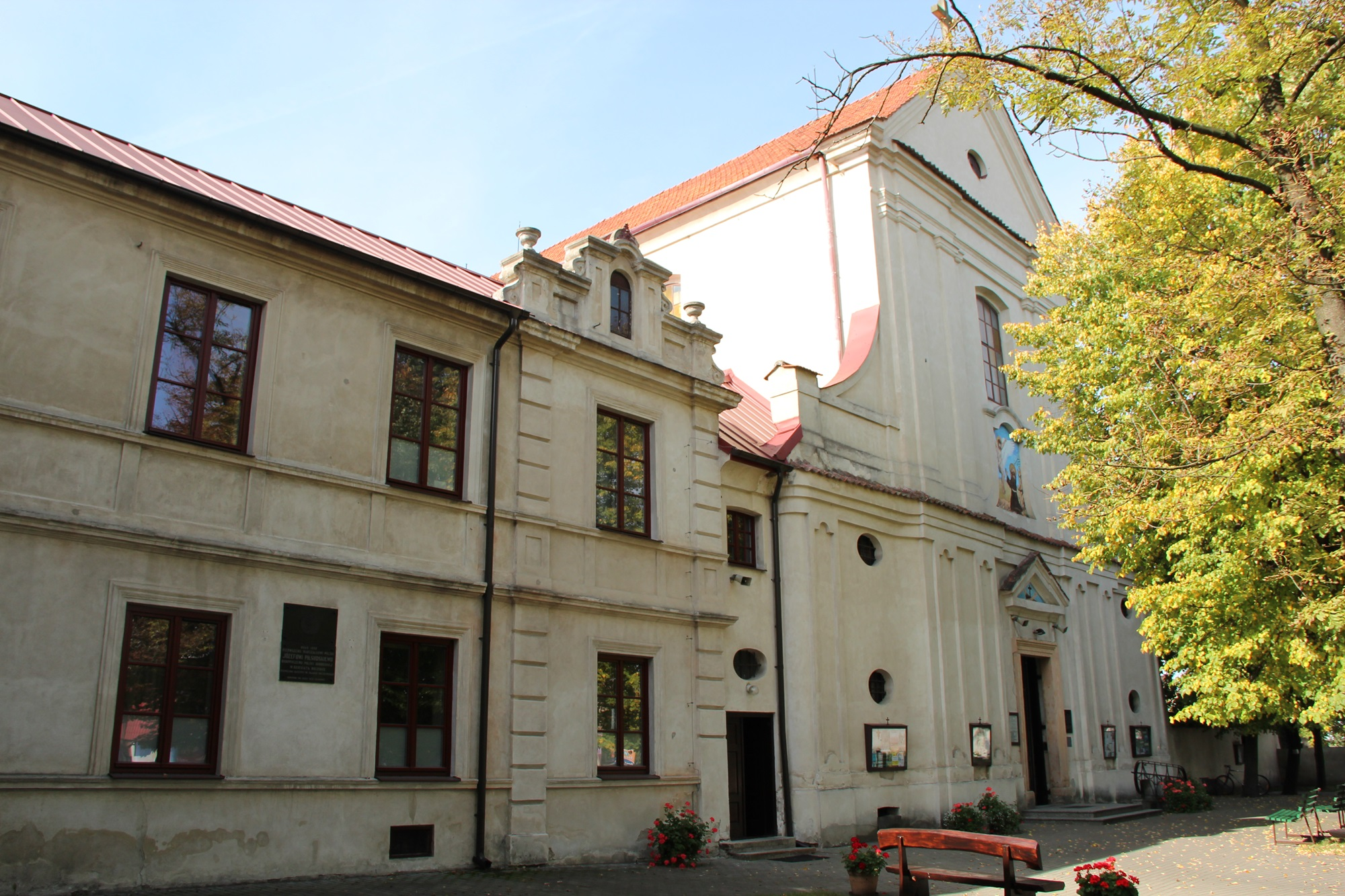
Mosteiro dos capuchinhos, igreja de São Lourenço

### Outros
- Capela do cemitério do início século XIX
- Novo cemitério judeu
- Mansão Szaniawski da primeira metade do século XIX
- Edifício dos séculos XVIII/XIX
- Casa senhorial dos séculos XVIII-XIX, hoje Museu da Terra de Lubartów
- Estação ferroviária do século XIX

O complexo do palácio Zamoyski em Kozłówka está localizado a 9 km de Lubartów.

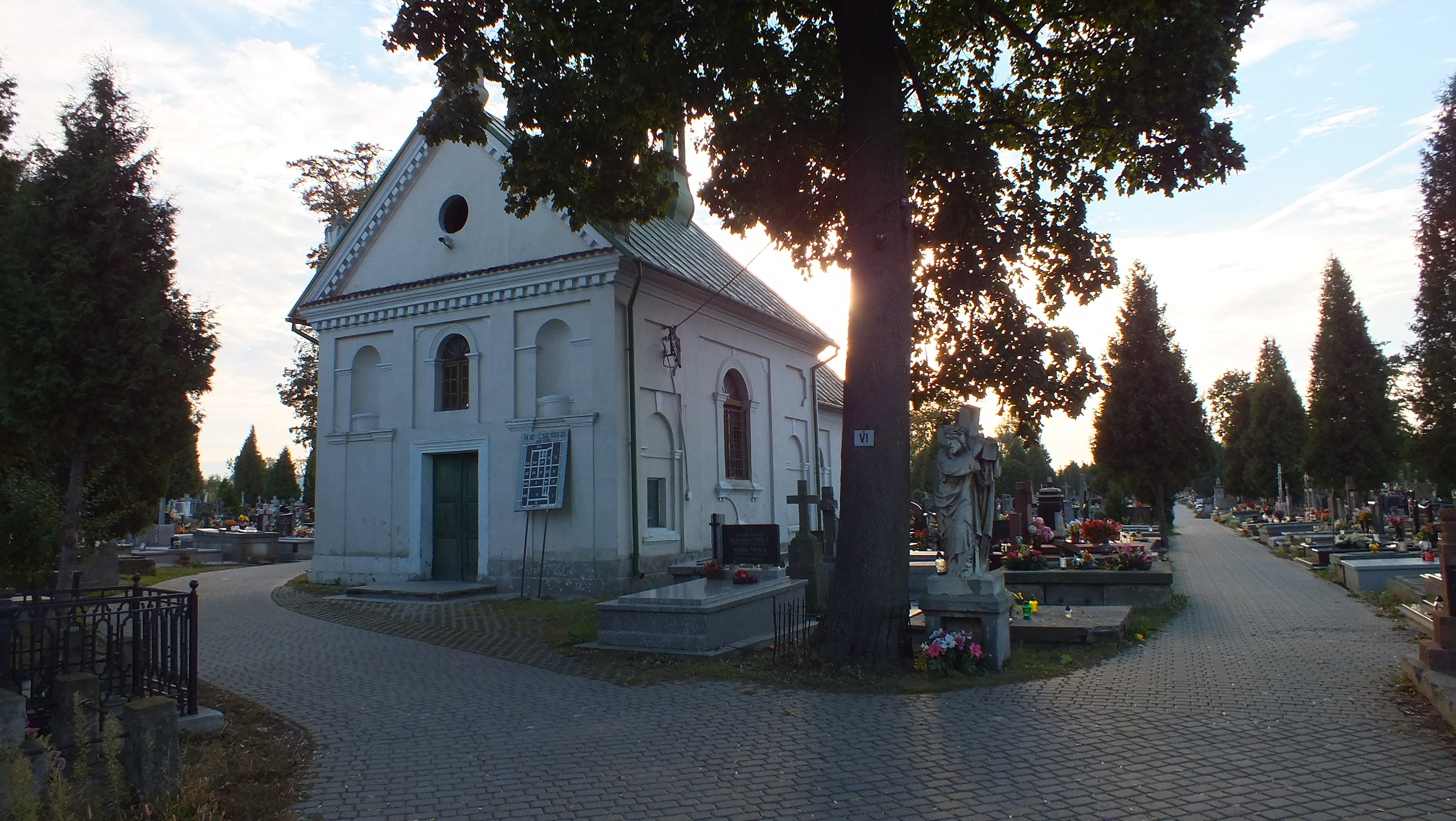
Capela do cemitério do início século XIX
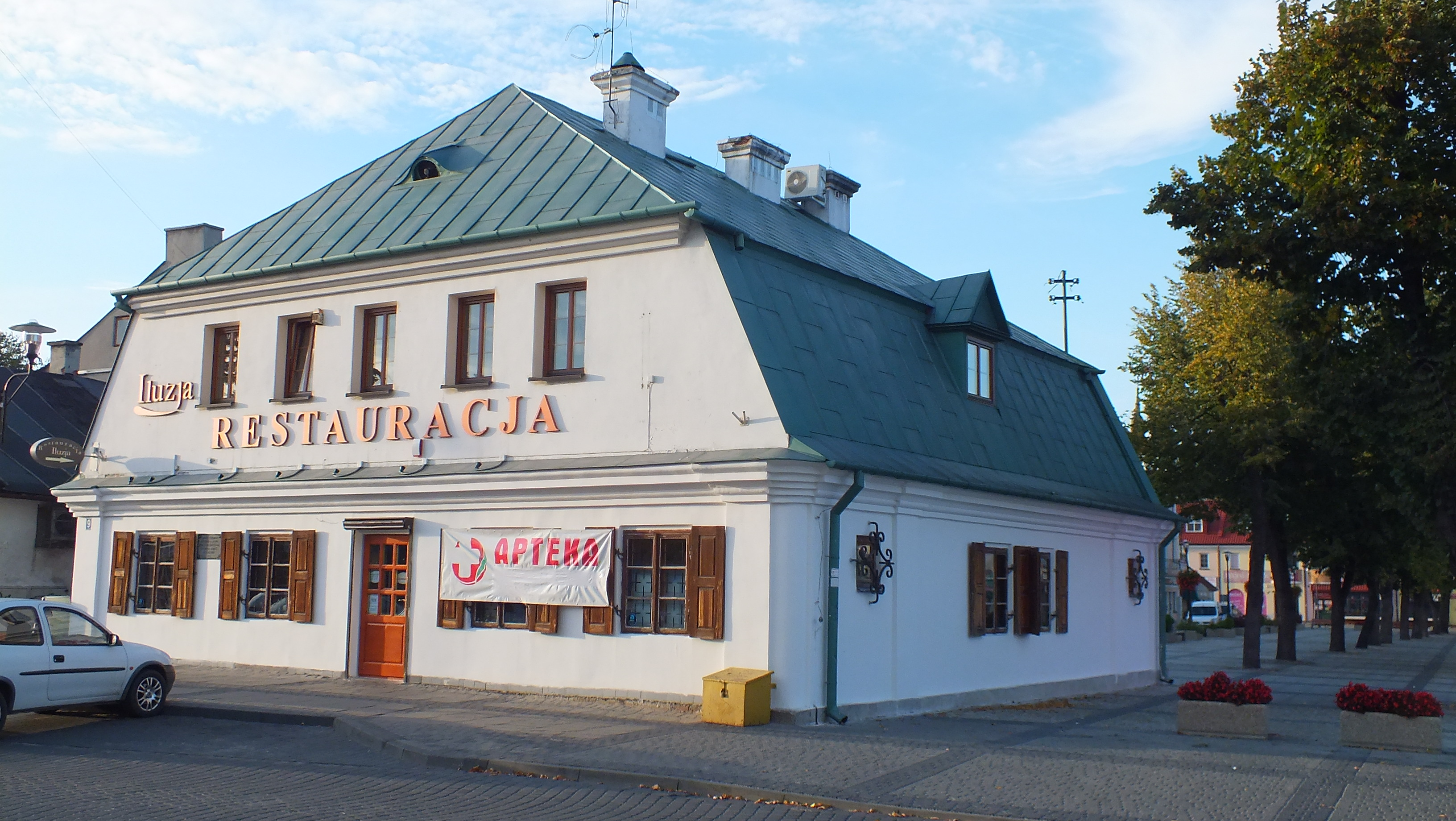
Edifício dos séculos XVIII-XIX, atualmente restaurante, farmácia
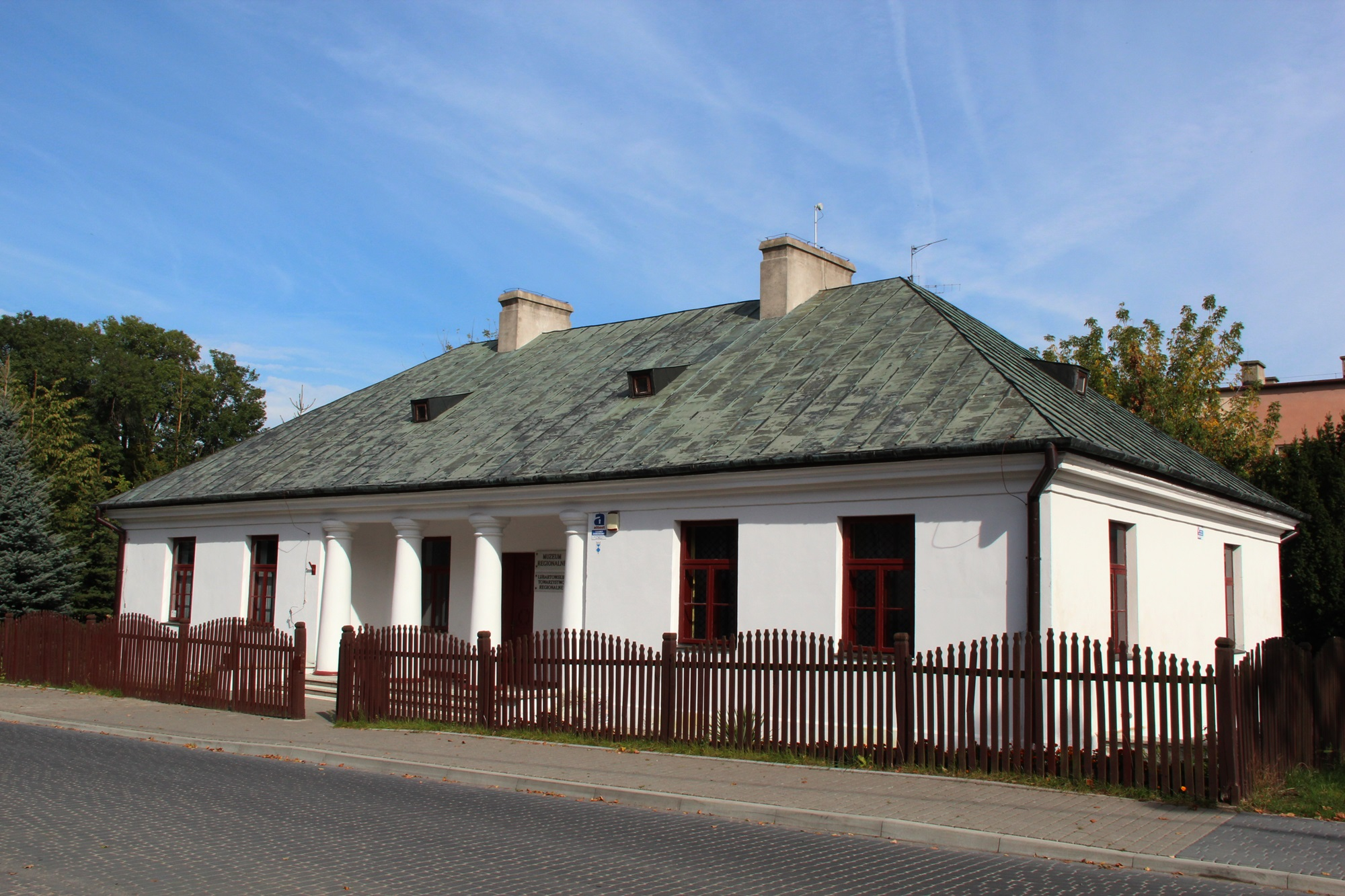
Solar dos séculos XVIII-XIX, atualmente Museu da Terra de Lubartów
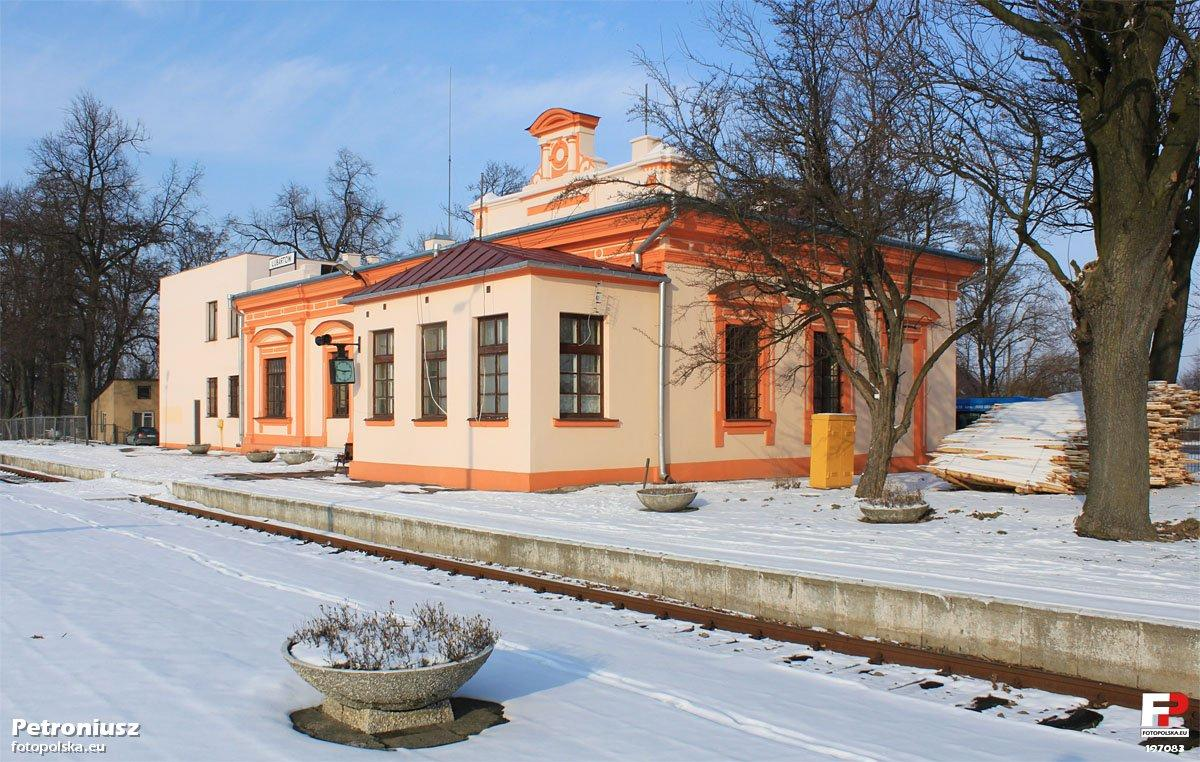
Estação ferroviária do século XIX

## Transportes

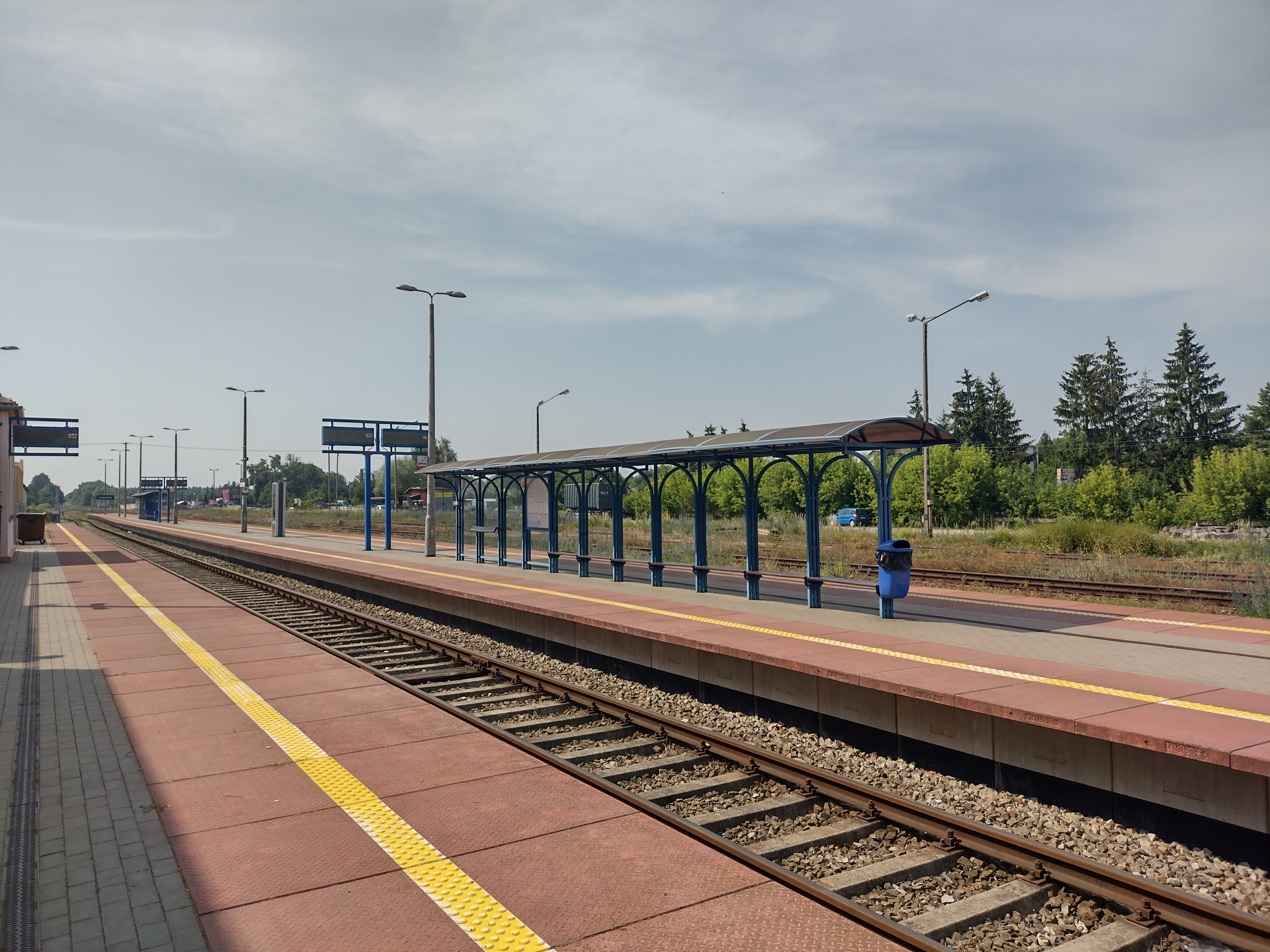
Estação ferroviária

Em 2002, foi construída uma variante em Lubartow, com 8,4 km de extensão e uma faixa de rodagem única, como parte da estrada nacional n.º 19.
A estrada provincial n.º 815 atravessa a parte norte da cidade, conduzindo a nordeste para Parczew e Wisznice.
Em janeiro de 2022, começou a funcionar em Lubartów um serviço de transportes públicos de linha única. A linha tem 26 paragens e 17 km de comprimento. Em setembro de 2022, foi lançada uma segunda linha, mais curta, que corre ao longo do eixo norte-sul.
A linha ferroviária n.º 30 (Łuków — Lublin) passa por Lubartów, com uma estação em Lubartów e paragens em Lubartów Lipowa e Lubartów Słowackiego. Com a modernização da linha ferroviária entre Lublin Północny e Lubartów, com fundos do Programa Operacional Regional, os trens de passageiros sob a forma de ônibus ferroviário regressaram a partir de 2 de abril de 2013, após um interregno de 12 anos.

## Economia
Há 370 pessoas trabalhando em Lubartów por 1 000 habitantes. Isso é muito mais do que o valor para a voivodia de Lublin e muito mais do que o valor para a Polônia. 48,7% de todos os trabalhadores são mulheres e 51,3% são homens. O desemprego registrado em Lubartów foi de 9,7% em 2021 (9,3% entre as mulheres e 10,1% entre os homens). Isso é muito mais do que a taxa de desemprego registrada na voivodia de Lublin e muito mais do que a taxa de desemprego registrada em toda a Polônia.
Em 2021, o salário mensal bruto médio em Lubartów foi de 4 824,58 PLN, correspondendo a 80,40% do salário bruto mensal médio na Polônia. Entre os habitantes economicamente ativos de Lubartów, 1 319 pessoas vão trabalhar em outras cidades e 1 832 funcionários vêm trabalhar de fora da comuna − portanto, o saldo de entradas e saídas para o trabalho é de 513.
55,2% dos residentes economicamente ativos de Lubartów trabalham no setor agrícola (agricultura, silvicultura, caça e pesca), 17,9% na indústria e construção e 8,9% no setor de serviços (comércio, conserto de veículos, transporte, hospedagem e gastronomia, informação e comunicação) e 1,0% trabalha no setor financeiro (atividades financeiras e de seguros, serviços imobiliários).

## Cultura
Na cidade há:
- Biblioteca Pública Municipal Adam Mickiewicz, com duas filiais[53]
- Centro Cultural de Lubartów, que administra o Cinema Lewarte[54] o Museu do Cinema Lewart[55]
- Centro Cultural da Juventude do Condado[56]
- Museu da Terra de Lubartów[57]
- Museu Paroquial na Basílica de Santa Ana[58]

### Eventos cíclicos
Vários eventos são realizados em Lubartów todos os anos:
- Piquenique de motocicletas[59]
- Dias de Lubartów[60]
- Festival dos Capuchinhos[61]
- Festival de Bicicletas[62]
- Annowanie[63]
- Festival Nos Passos do Cantor[64]

## Meios de comunicação
Os seguintes serviços públicos operam em Lubartów:
- Życie Powiatu Lubartowskiego[65]
- Lubartowiak[66]
- Wspólnota Lubartowska[67]
- Kanał S[68]
- Lubartów 24[69]
- Przegląd Lubartowski[70]
- Telewizja Lubartów[71]

## Educação
Existem várias instituições de ensino em Lubartów:
- Escola primária n.º 1 padre Jan Twardowski[72]
- Escola primária n.º 3 Piotr Firlej[73]
- Escola primária n.º 4 papa João Paulo II[74]
- Escola secundária Piotr Firlej[75]
- Complexo escolar Príncipe Paul Karol Sanguszko[76]
- Centro Regional de Educação Profissional[77]
- Escola de Habilidades[78]
- Escola Comunitária de Música[79]
- Creche “Misie Tulisie”[80]

4 645 habitantes de Lubartów estão na idade de educação potencial (3-24 anos) (incluindo 2 316 mulheres e 2 329 homens). Segundo o Censo Nacional de 2011, 12,3% da população tem ensino superior, 2,9% ensino pós-secundário, 10,2% ensino médio geral e 15,9% ensino médio profissional. 22,2% dos residentes de Lubartów têm educação profissional básica, 6,0% têm ensino secundário inferior e 28,3% concluíram o ensino primário. 2,1% da população terminou sua educação antes de terminar o ensino fundamental. Em comparação com toda a voivodia de Lublin, os habitantes de Lubartów têm um nível de educação muito inferior. Entre as mulheres residentes em Lubartów, a maior percentagem concluiu o ensino primário (29,4%) e o ensino profissional básico (16,4%). Os homens têm mais frequência de educação profissional básica (28,4%) e ensino fundamental completo (27,1%).
Em 2021, existiam 10 jardins de infância em Lubartów, com 952 crianças a frequentar 50 turmas (479 meninas e 473 meninos). Havia 0 vagas disponíveis. Para comparação, em 2008 havia 4 jardins de infância em Lubartów, onde 610 crianças frequentavam 25 turmas (285 meninas e 325 meninos). Seiscentas e vinte e duas vagas estavam disponíveis. 17,7% dos habitantes de Lubartów na idade de escolaridade potencial (3-24 anos) situam-se no intervalo dos 3-6 anos — educação pré-escolar (19,0% entre as meninas e 16,5% entre os meninos). Por 1 000 crianças em idade pré-escolar, 1 168 frequenta instituições de educação pré-escolar. Em 2018, existiam 0,61 pré-escolares por vaga numa instituição de educação pré-escolar. A cidade possui 3 escolas primárias, com 2 036 alunos (1 013 mulheres e 1 023 homens) em 95 turmas. Para comparação, em 2008 em Lubartów havia 3 escolas primárias com 1 387 alunos (697 mulheres e 690 homens) em 61 turmas. Na faixa etária de 3 a 24 anos no nível elementar (7 a 12 anos) é educado 29,3% da população (27,8% entre as meninas e 30,7% entre os meninos). Há 21,4 alunos por turma nas escolas primárias.
Existem 3 escolas secundárias em Lubartów, com 1 229 alunos (807 mulheres e 422 homens) em 42 turmas. Em 2021, foram registrados 307 graduados. Para comparação, em 2008 em Lubartów havia 3 escolas secundárias com 1 424 alunos em 52 classes (936 mulheres e 488 homens). Em 2008, foram registrados 841 egressos. Em Lubartów há 1 escola industrial de primeiro grau com 344 alunos (238 em 13 turmas; 106 mulheres e homens). Na faixa etária de 3 a 24 anos, 17,8% dos habitantes (17,7% de meninas e 17,8% de meninos) estudam no ensino médio (16 a 18 anos). São 29,3 alunos por turma nas escolas regulares. Há 26,5 alunos por turma nas escolas profissionais setoriais de nível I. 20,6% dos habitantes de Lubartów em idade de educação potencial (20,2% de mulheres e 21,0% de homens) estão na faixa etária correspondente à educação em universidades (19–24 anos).

## Comunidades religiosas
As seguintes comunidades realizam atividades em Lubartów:
- Igreja Católica na Polônia:[81]
  - Paróquia de Santa Ana (Basílica de Santa Ana)[82]
  - Paróquia Nossa Senhora do Perpétuo Socorro (Igreja Nossa Senhora do Perpétuo Socorro)[82]
  - Igreja de São Lourenço e o Mosteiro dos capuchinhos em Lubartów[82]
  - Paróquia da Ascensão do Senhor (Igreja da Ascensão do Senhor, em Lisóvia)[82]
  - Paróquia da Divina Misericórdia (Łucka)[82]
  - Capela de Santo Antônio das Irmãs Felicianas e Mosteiro das Irmãs[83]
- Igreja Pentecostal na Polônia
  - Congregação Ágape[84]
- Testemunhas de Jeová
  - Congregação Lubartów (Salão do Reino)

## Associações
A Associação do Hospital de Santa Ana está ativa em Lubartów.

## Esportes
- Lewart Lubartów[86] (futebol)
- Centro Municipal de Esportes e Recreação (MOSiR) em Lubartów.[87]